# Prima Divisione 1945-1946
| Indice Abruzzi e Molise · Basilicata · Calabria · Campania · Emilia · Lazio · Liguria · Lombardia · Marche Piemonte · Puglia · Sardegna · Sicilia · Toscana · Umbria · Venezia Giulia · Venezia Tridentina · Veneto Note · Fonti e bibliografia · Collegamenti esterni |

Fu il quarto livello del campionato italiano di calcio e la 23ª edizione della Prima Divisione nonostante il declassamento subito da quando fu istituita. Il campionato fu organizzato e gestito dalle Leghe Regionali che emanavano autonomamente anche le promozioni in Serie C e le retrocessioni.

## Stagione
Alla ripresa dell'attività calcistica ufficiale le Leghe Regionali inserirono in un'unica categoria le squadre provenienti dai campionati ufficiali precedenti inglobando squadre di Seconda Divisione e Sezione Propaganda senza fare distinguo sulle dimensioni dei campi sportivi non omogenei al minimo richiesto per la categoria (90x45) stabilendo inoltre una tolleranza del 4% sulle dimensioni ufficiali.
Furono inoltre ammesse pro-tempore a questi campionati, conclusi assegnando un titolo regionale, squadre con comprovate difficoltà logistiche e impossibilitate a disputare la propria categoria di merito spettante alla fine dell'ultimo campionato ufficiale prima e durante il conflitto mondiale, tenendo inoltre conto delle cause di forza maggiore lamentate per motivi bellici anche precedenti il 1939 dando continuità ai titoli sportivi precedentemente acquisiti (alcune squadre di Seconda Divisione in alcune regioni furono ammesse alla categoria superiore senza effettiva promozione).

## Campionati
- Prima Divisione Abruzzi e Molise 1945-1946
- Prima Divisione Basilicata 1945-1946
- Prima Divisione Calabria 1945-1946
- Prima Divisione Campania 1945-1946
- Prima Divisione Emilia-Romagna 1945-1946
- Prima Divisione Friuli-Venezia Giulia 1945-1946
- Prima Divisione Lazio 1945-1946
- Prima Divisione Liguria 1945-1946
- Prima Divisione Lombardia 1945-1946
- Prima Divisione Marche 1945-1946
- Prima Divisione Piemonte-Valle d'Aosta 1945-1946
- Prima Divisione Puglia 1945-1946
- Prima Divisione Sardegna 1945-1946
- Prima Divisione Sicilia 1945-1946
- Prima Divisione Toscana 1945-1946
- Prima Divisione Umbria 1945-1946
- Prima Divisione Veneto 1945-1946
- Prima Divisione Venezia Tridentina 1945-1946

## Piemonte

### Girone A

#### Squadre partecipanti
| Club                     | Città (provincia)     | Stagione precedente |
| ------------------------ | --------------------- | ------------------- |
| U.S. Bavenese            | Baveno (NO)           |                     |
| U.S. Crusinallese        | Crusinallo (NO)       |                     |
| A.C. Gozzano             | Gozzano (NO)          |                     |
| Gravellona Sportiva      | Gravellona Toce (NO)  |                     |
| A.S. Juventus Domo       | Domodossola (NO)      |                     |
| Omegna Sportiva          | Omegna (NO)           |                     |
| G.S. Rumianca            | Pieve Vergonte (NO)   |                     |
| Suna Sportiva            | Suna di Verbania (NO) |                     |
| Verbania Sportiva        | Verbania (NO)         |                     |
| A.S. Virtus Villadossola | Villadossola (NO)     |                     |

#### Classifica finale
|  | Pos. | Squadra             | Pt | G  | V  | N | P  | GF | GS | DR  |
|  | ---- | ------------------- | -- | -- | -- | - | -- | -- | -- | --- |
|  | 1.   | Gozzano             | 28 | 18 | 13 | 2 | 3  | 63 | 22 | +41 |
|  | 2.   | Omegna              | 24 | 18 | 11 | 2 | 5  | 39 | 26 | +13 |
|  | 2.   | Juventus Domo       | 24 | 18 | 10 | 4 | 4  | 31 | 19 | +12 |
|  | 4.   | Verbania Sportiva   | 23 | 18 | 10 | 3 | 5  | 33 | 17 | +16 |
|  | 5.   | Crusinallese        | 21 | 18 | 10 | 1 | 7  | 32 | 21 | +11 |
|  | 5.   | Gravellona          | 21 | 18 | 8  | 5 | 5  | 33 | 29 | +4  |
|  | 7.   | Virtus Villadossola | 15 | 18 | 7  | 1 | 10 | 36 | 29 | +7  |
|  | 8.   | Rumianca            | 12 | 18 | 4  | 4 | 10 | 25 | 53 | -28 |
|  | 9.   | Suna                | 11 | 18 | 5  | 1 | 12 | 25 | 45 | -20 |
|  | 10.  | Bavenese            | 1  | 18 | 0  | 1 | 17 | 13 | 69 | -56 |

Legenda:
      Ammesso alle semifinali regionali.
      Retrocesso in Seconda Divisione.
Regolamento:
Due punti a vittoria, uno a pareggio, zero a sconfitta.
Pari merito in caso di pari punti.

### Girone B

#### Squadre partecipanti
| Club               | Città (provincia)             | Stagione precedente |
| ------------------ | ----------------------------- | ------------------- |
| U.S. Angerese      | Angera (VA)                   |                     |
| G.S. Arona         | Arona (NO)                    |                     |
| U.S. Borgomanerese | Borgomanero (NO)              |                     |
| A.C. Castellettese | Castelletto Sopra Ticino (NO) |                     |
| A.C. Lesa          | Lesa (NO)                     |                     |
| A.C. Momo          | Momo (NO)                     |                     |
| Oleggio Sportiva   | Oleggio (NO)                  |                     |
| U.S. Sestese       | Sesto Calende (VA)            |                     |
| S.S. Stresa        | Stresa (NO)                   |                     |
| A.S. Sunese        | Suno (NO)                     |                     |

#### Classifica finale
|  | Pos. | Squadra       | Pt | G  | V | N | P | GF | GS | DR |
|  | ---- | ------------- | -- | -- | - | - | - | -- | -- | -- |
|  | 1.   | Oleggio       | ?? | 18 |   |   |   |    |    |    |
|  | 2.   | Angerese      | ?? | 18 |   |   |   |    |    |    |
|  | 3.   | Sestese       | ?? | 18 |   |   |   |    |    |    |
|  | 4.   | Arona         | ?? | 18 |   |   |   |    |    |    |
|  | 4.   | Sunese        | ?? | 18 |   |   |   |    |    |    |
|  | 4.   | Borgomanerese | ?? | 18 |   |   |   |    |    |    |
|  | 7.   | Sconosciuta   | ?? | 18 |   |   |   |    |    |    |
|  | 8.   | Sconosciuta   | ?? | 18 |   |   |   |    |    |    |
|  | 9.   | Sconosciuta   | ?? | 18 |   |   |   |    |    |    |
|  | 10.  | Sconosciuta   | ?? | 18 |   |   |   |    |    |    |

Legenda:
      Ammesso alle semifinali regionali.
      Retrocesso in Seconda Divisione.
Regolamento:
Due punti a vittoria, uno a pareggio, zero a sconfitta.
Pari merito in caso di pari punti.

#### Qualificazione per il quarto ed ultimo posto alle semifinali
|  | Pos. | Squadra     | Pt | G | V | N | P | GF | GS | DR |
|  | ---- | ----------- | -- | - | - | - | - | -- | -- | -- |
|  | 1.   | Arona       | ?? | 2 |   |   |   |    |    | +  |
|  | 2.   | Sconosciuta | ?? | 2 |   |   |   |    |    | +  |
|  | 3.   | Sconosciuta | ?? | 2 |   |   |   |    |    | -  |

Legenda:
      Ammesso alle semifinali regionali.
Regolamento:
Due punti a vittoria, uno a pareggio, zero a sconfitta.

##### Risultati
|               | Risultati |               | Luogo e data              |
| ------------- | --------- | ------------- | ------------------------- |
| Borgomanerese | 1-2       | Arona         | Borgomnero, 8 maggio 1946 |
| Sunese        | ?-?       | Borgomanerese | Suno, 12 maggio 1946      |
| Arona         | ?-?       | Sunese        | Arona, 19 maggio 1946     |
|               |           |               |                           |

### Girone C
| Club                         | Città (provincia)     | Stagione precedente |
| ---------------------------- | --------------------- | ------------------- |
| U.S. Aurora Pratrivero       | Trivero (VC)          |                     |
| A.S. Borgosesia              | Borgosesia (VC)       |                     |
| U.S. Coggiola                | Coggiola (VC)         |                     |
| F.C. Gattinara (B = riserve) | Gattinara (VC)        |                     |
| U.S. Grignasco               | Grignasco (NO)        |                     |
| U.S. Pray                    | Pray (VC)             |                     |
| Romagnano                    | Romagnano Sesia (NO)  |                     |
| U.S. Serravallese            | Serravalle Sesia (VC) |                     |
| U.S. Stella Alpina           | Trivero (VC)          |                     |
| U.S. Varalpombiese           | Varallo Pombia (NO)   |                     |

#### Classifica finale
|  | Pos. | Squadra       | Pt | G  | V | N | P | GF | GS | DR |
|  | ---- | ------------- | -- | -- | - | - | - | -- | -- | -- |
|  | ?.   | Stella Alpina | ?? | 18 |   |   |   |    |    |    |
|  | 2.   | Sconosciuta   | ?? | 18 |   |   |   |    |    |    |
|  | 3.   | Sconosciuta   | ?? | 18 |   |   |   |    |    |    |
|  | 4.   | Sconosciuta   | ?? | 18 |   |   |   |    |    |    |
|  | 5.   | Sconosciuta   | ?? | 18 |   |   |   |    |    |    |
|  | 6.   | Sconosciuta   | ?? | 18 |   |   |   |    |    |    |
|  | 7.   | Sconosciuta   | ?? | 18 |   |   |   |    |    |    |
|  | 8.   | Sconosciuta   | ?? | 18 |   |   |   |    |    |    |
|  | 9.   | Sconosciuta   | ?? | 18 |   |   |   |    |    |    |
|  | 10.  | Sconosciuta   | ?? | 18 |   |   |   |    |    |    |

Legenda:
      Ammesso alle semifinali regionali.
      Retrocesso in Seconda Divisione.
Regolamento:
Due punti a vittoria, uno a pareggio, zero a sconfitta.
Pari merito in caso di pari punti.

### Girone D
| Club                       | Città (provincia)     | Stagione precedente |
| -------------------------- | --------------------- | ------------------- |
| G.S. Brambilla             | Verrès (AO)           |                     |
| Caluso                     | Caluso (TO)           |                     |
| G.S. Lancia                | Torino                |                     |
| Olivetti                   | ?                     |                     |
| C.S. Piemont (B = riserve) | Settimo Torinese (TO) |                     |
| U.S. Rivarolese            | Rivarolo Canavese (TO |                     |
| U.S. Strambinese           | Strambino (TO)        |                     |
| U.S. Vallorco              | Cuorgnè (TO)          |                     |
| Vittoria                   | Torino                |                     |

#### Classifica finale
|  | Pos. | Squadra     | Pt | G  | V | N | P | GF | GS | DR |
|  | ---- | ----------- | -- | -- | - | - | - | -- | -- | -- |
|  | ?.   | Vallorco    | ?? | 16 |   |   |   |    |    |    |
|  | ?.   | Rivarolese  | ?? | 16 |   |   |   |    |    |    |
|  | 3.   | Sconosciuta | ?? | 16 |   |   |   |    |    |    |
|  | 4.   | Sconosciuta | ?? | 16 |   |   |   |    |    |    |
|  | 5.   | Sconosciuta | ?? | 16 |   |   |   |    |    |    |
|  | 6.   | Sconosciuta | ?? | 16 |   |   |   |    |    |    |
|  | 7.   | Sconosciuta | ?? | 16 |   |   |   |    |    |    |
|  | 8.   | Sconosciuta | ?? | 16 |   |   |   |    |    |    |
|  | 9.   | Sconosciuta | ?? | 16 |   |   |   |    |    |    |

Legenda:
      Ammesso alle semifinali regionali.
      Retrocesso in Seconda Divisione.
Regolamento:
Due punti a vittoria, uno a pareggio, zero a sconfitta.
Pari merito in caso di pari punti.

### Girone G

#### Squadre partecipanti
| Club                          | Città (provincia)          | Stagione precedente |
| ----------------------------- | -------------------------- | ------------------- |
| U.S. Albese                   | Alba (CN)                  |                     |
| A.C. Asti (B = riserve)       | Asti                       |                     |
| S.S. Braidese                 | Bra (CN)                   |                     |
| A.C. Canale                   | Canale (CN)                |                     |
| A.S. Canellese                | Canelli (AT)               |                     |
| G.S. Cinzano                  | Santa Vittoria d'Alba (CN) |                     |
| A.C. Cuneo (B = riserve)      | Cuneo                      |                     |
| F.B.C. Juventus (B = riserve) | Torino                     |                     |
| U.S. Monregalese              | Mondovì (CN)               |                     |
| S.S. "La Nicese"              | Nizza Monferrato (AT)      |                     |

#### Classifica finale
Fonte:
|  | Pos. | Squadra      | Pt | G  | V | N | P | GF | GS | DR |
|  | ---- | ------------ | -- | -- | - | - | - | -- | -- | -- |
|  | 1.   | Monregalese  | 31 | 18 |   |   |   |    |    |    |
|  | 2.   | Cinzano      | 27 | 18 |   |   |   |    |    |    |
|  | 3.   | Canellese    | 24 | 18 |   |   |   |    |    |    |
|  | 4.   | Albese       | 23 | 18 |   |   |   |    |    |    |
|  | 5.   | Nicese       | 23 | 18 |   |   |   |    |    |    |
|  | 6.   | Braidese     | 18 | 18 |   |   |   |    |    |    |
|  | 7.   | Juventus B   | 16 | 18 |   |   |   |    |    |    |
|  | 8.   | Cuneo B (-1) | 10 | 18 |   |   |   |    |    |    |
|  | 9.   | Canale (-2)  | 2  | 18 |   |   |   |    |    |    |
|  | 10.  | Asti B (-2)  | 1  | 18 |   |   |   |    |    |    |

Legenda:
      Ammesso alle semifinali regionali.
      Retrocesso in Seconda Divisione.
Regolamento:
Due punti a vittoria, uno a pareggio, zero a sconfitta.
Pari merito in caso di pari punti.
Note:
Cuneo B ha scontato 1 punto di penalizzazione in classifica per una rinuncia.
Asti B e Canale hanno scontato 2 punti di penalizzazione in classifica per due rinunce.

### Semifinali

#### Girone A

##### Classifica finale
|  | Pos. | Squadra       | Pt | G | V | N | P | GF | GS | DR |
|  | ---- | ------------- | -- | - | - | - | - | -- | -- | -- |
|  | 1.   | Angerese      | 7  | 6 | 3 | 1 | 2 | 15 | 6  | +9 |
|  | 2.   | Gozzano       | 6  | 6 | 3 | 0 | 3 | 12 | 11 | +1 |
|  | 3.   | Oleggio       | 6  | 6 | 3 | 0 | 3 | 5  | 8  | -3 |
|  | 4.   | Juventus Domo | 5  | 6 | 2 | 1 | 3 | 5  | 12 | -7 |

Legenda:
      Ammesso alle finali regionali.
Regolamento:
Due punti a vittoria, uno a pareggio, zero a sconfitta.
Pari merito in caso di pari punti.

#### Girone B

##### Classifica finale
|  | Pos. | Squadra           | Pt       | G | V | N | P | GF | GS | DR |
|  | ---- | ----------------- | -------- | - | - | - | - | -- | -- | -- |
|  | 1.   | Verbania Sportiva | 6        | 4 | 3 | 0 | 1 | 6  | 3  | +3 |
|  | 2.   | Omegna            | 5        | 4 | 2 | 1 | 1 | 9  | 5  | +4 |
|  | 3.   | Sestese           | 1        | 4 | 0 | 1 | 3 | 3  | 10 | -7 |
|  | --   | Arona             | Ritirata |   |   |   |   |    |    |    |

Legenda:
      Ammesso alle finali regionali.
Regolamento:
Due punti a vittoria, uno a pareggio, zero a sconfitta.
Pari merito in caso di pari punti.

#### Girone?

##### Classifica finale
|  | Pos. | Squadra     | Pt | G | V | N | P | GF | GS | DR |
|  | ---- | ----------- | -- | - | - | - | - | -- | -- | -- |
|  | 1.   | Rivarolese  | 8  | 6 |   |   |   |    |    |    |
|  | 1.   | Monregalese | 8  | 6 |   |   |   |    |    |    |
|  | 3.   | Carignano   | 4  | 6 |   |   |   |    |    |    |
|  | 3.   | Astigiani   | 4  | 6 |   |   |   |    |    |    |

Legenda:
      Ammesso alle finali regionali.
Regolamento:
Due punti a vittoria, uno a pareggio, zero a sconfitta.
Pari merito in caso di pari punti.

#### Girone F

##### Classifica finale
|  | Pos. | Squadra     | Pt | G | V | N | P | GF | GS | DR |
|  | ---- | ----------- | -- | - | - | - | - | -- | -- | -- |
|  | 1.   | Cinzano     | ?? | 6 |   |   |   |    |    |    |
|  | ?.   | Santhià     | ?? | 6 |   |   |   |    |    |    |
|  | ?.   | Valpellice  | ?? | 6 |   |   |   |    |    |    |
|  | ?.   | Sconosciuta | ?? | 6 |   |   |   |    |    |    |

Legenda:
      Ammesso alle finali regionali.
Regolamento:
Due punti a vittoria, uno a pareggio, zero a sconfitta.
Pari merito in caso di pari punti.

### Finali regionali

#### Quarti di finale
| Squadra 1 | Totale | Squadra 2         | Andata | Ritorno |
| --------- | ------ | ----------------- | ------ | ------- |
| Angerese  | 1 - 5  | Verbania Sportiva | 1 - 1  | 0 - 4   |

### Semifinale
| Squadra 1         | Totale | Squadra 2             | Andata | Ritorno |
| ----------------- | ------ | --------------------- | ------ | ------- |
| Verbania Sportiva | 6 - 0  | Stella Alpina Ponzone | 2 - 0* | 4 - 0   |

Partita sospesa al 55' poi data vinta al Verbania 2-0 a tavolino.

### Finali
| Squadra 1         | Totale | Squadra 2  | Andata | Ritorno |
| ----------------- | ------ | ---------- | ------ | ------- |
| Verbania Sportiva | 1 - 2  | Rivarolese | 1 - 1  | 0 - 1   |

- Rivarolese è promossa in Serie C.
- Verbania successivamente ammesso in Serie C.

## Liguria

### Girone A

#### Squadre partecipanti
| Club                    | Città (provincia)     | Stagione precedente |
| ----------------------- | --------------------- | ------------------- |
| S.C. Alassio            | Alassio (SV)          |                     |
| U.S. Albenga            | Albenga (SV)          |                     |
| U.S. Altarese           | Altare (SV)           |                     |
| U.S. Armese "Argentina" | Arma di Taggia (IM)   |                     |
| U.S. Cairese            | Cairo Montenotte (SV) |                     |
| U.L.S. Carcarese        | Carcare (SV)          |                     |
| A.S. Finalese           | Finale Ligure (SV)    |                     |
| U.S. Imperia            | Imperia (IM)          |                     |
| U.S. Sanremese          | Sanremo (IM)          |                     |
| F.C. Vado               | Vado Ligure (SV)      |                     |
| A.C. Valle Bordighera   | Bordighera (IM)       |                     |
| ?.?. Vallecrosia        | Vallecrosia (IM)      |                     |
| F.B.C. Varazze          | Varazze (SV)          |                     |
| U.S. Ventimigliese .    | Ventimiglia (IM)      |                     |

#### Classifica finale
|  | Pos. | Squadra            | Pt | G  | V  | N | P  | GF | GS | DR  |
|  | ---- | ------------------ | -- | -- | -- | - | -- | -- | -- | --- |
|  | 1.   | Albenga            | 43 | 26 | 20 | 3 | 3  | 55 | 21 | +34 |
|  | 2.   | Cairese            | 39 | 26 | 19 | 1 | 6  | 75 | 23 | +52 |
|  | 3.   | Vado               | 39 | 26 | 17 | 5 | 4  | 58 | 28 | +30 |
|  | 4.   | Alassio            | 33 | 26 | 13 | 7 | 6  | 53 | 32 | +21 |
|  | 5.   | Imperia (-2)       | 32 | 26 | 14 | 6 | 6  | 51 | 32 | +19 |
|  | 6.   | Altarese           | 27 | 26 | 13 | 1 | 12 | 40 | 41 | -1  |
|  | 7.   | Sanremese (-2)     | 24 | 26 | 9  | 8 | 9  | 36 | 36 | 0   |
|  | 8.   | Ventimigliese      | 22 | 26 | 9  | 4 | 13 | 36 | 40 | -4  |
|  | 9.   | Varazze            | 21 | 26 | 8  | 5 | 13 | 27 | 38 | -11 |
|  | 10.  | Vallecrosia        | 21 | 26 | 9  | 3 | 14 | 30 | 51 | -21 |
|  | 11.  | Finalese           | 20 | 26 | 8  | 4 | 14 | 27 | 47 | -20 |
|  | 12.  | Valle Bordighera   | 14 | 26 | 6  | 2 | 18 | 34 | 49 | -15 |
|  | 13.  | Carcarese          | 14 | 26 | 4  | 6 | 16 | 21 | 61 | -40 |
|  | 14.  | Armese "Argentina" | 11 | 26 | 4  | 3 | 19 | 25 | 69 | -44 |

Legenda:
      Promosso e/o ammesso in Serie C 1946-1947.
Regolamento:
Due punti a vittoria, uno a pareggio, zero a sconfitta.
Pari merito in caso di pari punti.
Note:
Classifica dedotta da varie fonti (vedere bibliografia).
Sanremese torna a disputare la Serie C 1946-1947, sua effettiva categoria di merito acquisita alla fine del campionato 1942-1943.
Imperia, Cairese, Vado e Alassio ammesse d'ufficio in Serie C 1946-1947 per decisione FIGC.
Albenga, Ventimigliese e Varazze ammesse d'ufficio in Serie C 1946-1947 su ricorso al Consiglio Federale.

### Girone B

#### Squadre partecipanti
| Club                 | Città (provincia)            | Stagione precedente |
| -------------------- | ---------------------------- | ------------------- |
| U.S. Bolzanetese     | Ge-Bolzaneto (GE)            |                     |
| U.S. Corniglianese   | Ge-Cornigliano (GE)          |                     |
| A.S. Entella         | Chiavari (GE)                |                     |
| U.S. Lavagnese       | Lavagna (GE)                 |                     |
| S.G. Levanto         | Levanto (SP)                 |                     |
| U.S. Pontedecimo     | Pontedecimo (GE)             |                     |
| A.C. Rapallo Ruentes | Rapallo (GE)                 |                     |
| Pol. Rivarolese      | Ge-Rivarolo (GE)             |                     |
| U.S. Sant'Agostino   | Genova (GE)                  |                     |
| U.S. Sarzanese       | Sarzana (SP)                 |                     |
| U.S. Serravallese    | Serravalle Scrivia (AL)      |                     |
| U.S. Sestri Levante  | Sestri Levante (GE)          |                     |
| A.C. Spezia          | La Spezia (SP)               |                     |
| S.S. Tigullio        | Santa Margherita Ligure (GE) |                     |

#### Classifica finale
|  | Pos. | Squadra            | Pt | G  | V  | N | P  | GF | GS | DR  |
|  | ---- | ------------------ | -- | -- | -- | - | -- | -- | -- | --- |
|  | 1.   | Rapallo Ruentes    | 39 | 26 | 16 | 7 | 3  | 57 | 22 | +35 |
|  | 2.   | Bolzanetese        | 33 | 25 | 13 | 7 | 5  | 53 | 29 | +24 |
|  | 3.   | Spezia             | 33 | 26 | 15 | 3 | 8  | 45 | 30 | +15 |
|  | 4.   | Pontedecimo        | 32 | 25 | 12 | 8 | 5  | 41 | 28 | +13 |
|  | 5.   | Rivarolese         | 31 | 25 | 15 | 1 | 9  | 51 | 31 | +20 |
|  | 6.   | Sarzanese          | 28 | 25 | 12 | 4 | 9  | 36 | 36 | 0   |
|  | 7.   | Entella            | 28 | 25 | 12 | 4 | 9  | 44 | 48 | -4  |
|  | 8.   | Sestri Levante     | 23 | 25 | 9  | 5 | 11 | 32 | 28 | +4  |
|  | 9.   | Corniglianese      | 22 | 25 | 9  | 4 | 12 | 37 | 33 | +4  |
|  | 10.  | Levanto            | 21 | 25 | 8  | 5 | 12 | 21 | 35 | -14 |
|  | 11.  | Serravallese (-1)  | 21 | 25 | 9  | 4 | 12 | 42 | 44 | -2  |
|  | 12.  | Lavagnese          | 17 | 25 | 8  | 1 | 16 | 30 | 52 | -22 |
|  | 13.  | Tigullio           | 14 | 25 | 5  | 4 | 16 | 19 | 57 | -38 |
|  | 14.  | Sant'Agostino (-1) | 8  | 25 | 4  | 1 | 20 | 26 | 70 | -44 |

Legenda:
      Promosso e/o ammesso in Serie C 1946-1947.
Regolamento:
Due punti a vittoria, uno a pareggio, zero a sconfitta.
Pari merito in caso di pari punti.
Note:
Differenza di 9 gol nel computo totale reti fatte/reti subite (534/543).
Classifica incompleta: mancano i risultati di quasi tutte le partite che nel girone di ritorno furono rinviate per il maltempo anche più volte.
Corniglianese e Rivarolese reintegrate in Serie C 1946-1947 come misura risarcitoria antifascista.
Pontedecimo reintegrato in Serie C 1946-1947 quale misura risarcitoria bellica.
Entella e Rapallo restaurate in Serie C quale effettiva categoria di merito al momento della sospensione bellica nel 1943.
Spezia reintegrato in Serie B 1946-1947 quale sua effettiva categoria di merito alla fine del campionato 1942-1943.
Bolzanetese ammesso in Serie C 1946-1947 per meriti pregressi.
Lavagnese e Sestri Levante ammesse d'ufficio in Serie C 1946-1947 su ricorso al Consiglio Federale.
Sarzanese e Tigullio ammesse in Serie C 1946-1947 alla compilazione dei quadr.

## Lombardia

### Girone A

#### Squadre partecipanti
| Club                        | Città (provincia)           | Stagione precedente |
| --------------------------- | --------------------------- | ------------------- |
| S.S. Aurora                 | Vigevano (PV)               |                     |
| U.S. Boffalorese            | Boffalora sopra Ticino (MI) |                     |
| A.C. Cilavegna              | Cilavegna (PV)              |                     |
| A.C. Erranti Abbiatensi     | Abbiategrasso (MI)          |                     |
| U.S. Medese (B = riserve)   | Mede (PV)                   |                     |
| U.S. Mottese                | Motta Visconti (MI)         |                     |
| Virtus Abbiategrasso        | Abbiategrasso (MI)          |                     |
| A.S. Robbio                 | Robbio (PV)                 |                     |
| A.C. Vigevano (B = riserve) | Vigevano (PV)               |                     |

#### Classifica finale
|  | Pos. | Squadra              | Pt      | G  | V | N | P | GF | GS | DR |
|  | ---- | -------------------- | ------- | -- | - | - | - | -- | -- | -- |
|  | 1.   | Cilavegna            | 25      | 15 |   |   |   |    |    |    |
|  | 2.   | Robbio               | 23      | 15 |   |   |   |    |    |    |
|  | 3.   | Vigevano B           | 19      | 15 |   |   |   |    |    |    |
|  | 4.   | Aurora               | 18      | 15 |   |   |   |    |    |    |
|  | 5.   | Erranti Abbiatensi   | 16      | 15 |   |   |   |    |    |    |
|  | 6.   | Mottese (-1)         | 7       | 15 |   |   |   |    |    |    |
|  | 7.   | Boffalorese          | 7       | 15 |   |   |   |    |    |    |
|  | 8.   | Medese B             | 3       | 15 |   |   |   |    |    |    |
|  | --   | Virtus Abbiategrasso | Escluso |    |   |   |   |    |    |    |

Legenda:
      Ammesso alle semifinali regionali.
      Retrocesso in Seconda Divisione.
Regolamento:
Due punti a vittoria, uno a pareggio, zero a sconfitta.
Pari merito in caso di pari punti.
Note:
Mottese ha scontato 1 punto di penalizzazione in classifica per una rinuncia.

### Girone B

#### Squadre partecipanti
| Club                           | Città (provincia)    | Stagione precedente |
| ------------------------------ | -------------------- | ------------------- |
| A.N.P.I. Como                  | Como (CO)            |                     |
| U.S. Bregnanese                | Bregnano (CO)        |                     |
| S.S. Cartiere Burgo            | Maslianico (CO)      |                     |
| U.S. Cernobbiese               | Cernobbio (CO)       |                     |
| A.S. Como (B = riserve)        | Como (CO)            |                     |
| U.S. Erbese                    | Erba (CO)            |                     |
| A.C. Fino                      | Fino Mornasco (CO)   |                     |
| U.S. Lomazzo                   | Lomazzo (CO)         |                     |
| Menaggio S.C.                  | Menaggio (CO)        |                     |
| A.S. Olgiatese                 | Olgiate Comasco (CO) |                     |
| ENAL Stabilimenti Ponte Lambro | Ponte Lambro (CO)    |                     |
| A.S. Rovellasca                | Rovellasca (CO)      |                     |

#### Classifica finale
|  | Pos. | Squadra            | Pt | G  | V  | N | P  | GF | GS | DR  |
|  | ---- | ------------------ | -- | -- | -- | - | -- | -- | -- | --- |
|  | 1.   | Fino               | 37 | 22 | 17 | 3 | 2  | 59 | 21 | +38 |
|  | 2.   | Como B             | 32 | 22 | 16 | 0 | 6  | 63 | 19 | +44 |
|  | 3.   | Rovellasca         | 28 | 22 | 13 | 2 | 7  | 25 | 18 | +7  |
|  | 4.   | Olgiatese          | 26 | 22 | 12 | 2 | 8  | 40 | 21 | +19 |
|  | 5.   | Stab. Ponte Lambro | 25 | 22 | 10 | 5 | 7  | 35 | 28 | +7  |
|  | 6.   | Menaggio           | 23 | 22 | 8  | 7 | 7  | 24 | 26 | -2  |
|  | 7.   | Erbese             | 21 | 22 | 8  | 5 | 9  | 37 | 22 | +15 |
|  | 8.   | Lomazzo            | 15 | 22 | 6  | 3 | 13 | 24 | 45 | -21 |
|  | 8.   | Cernobbiese        | 15 | 22 | 6  | 3 | 13 | 16 | 52 | -36 |
|  | 10.  | A.N.P.I. Como      | 14 | 22 | 4  | 6 | 12 | 27 | 43 | -16 |
|  | 10.  | Bregnanese (-1)    | 14 | 22 | 6  | 3 | 13 | 14 | 50 | -36 |
|  | 12.  | Cartiere Burgo     | 13 | 22 | 6  | 1 | 15 | 30 | 49 | -19 |

Legenda:
      Ammesso alle semifinali regionali.
      Retrocesso in Seconda Divisione.
Regolamento:
Due punti a vittoria, uno a pareggio, zero a sconfitta.
Pari merito in caso di pari punti.
Note:
Bregnanese ha scontato 1 punto di penalizzazione in classifica per una rinuncia.

### Girone C

#### Squadre partecipanti
| Club                                           | Città (provincia)         | Stagione precedente |
| ---------------------------------------------- | ------------------------- | ------------------- |
| U.S. Ardens (B = riserve)                      | Bergamo                   |                     |
| F.C. Alzano                                    | Alzano Lombardo (BG)      |                     |
| Atalanta e Bergamasca Calcio (B = riserve “A”) | Bergamo                   |                     |
| Atalanta e Bergamasca Calcio (B = riserve “B”) | Bergamo                   |                     |
| U.S. Castro                                    | Castro (BG)               |                     |
| U.S. Clarense (B = riserve)                    | Chiari (BS)               |                     |
| S.S. Dalmine                                   | Dalmine (BG)              |                     |
| U.S. Gazzaniga                                 | Gazzaniga (BG)            |                     |
| G.S. Pro Romano (B = riserve)                  | Romano di Lombardia (BG)  |                     |
| U.S. San Pellegrino                            | San Pellegrino Terme (BG) |                     |
| U.S. Sebinia                                   | Lovere (BG)               |                     |
| G.S. Vertovese                                 | Vertova (BG)              |                     |

#### Classifica finale
|  | Pos. | Squadra               | Pt | G  | V | N | P | GF | GS | DR |
|  | ---- | --------------------- | -- | -- | - | - | - | -- | -- | -- |
|  | 1.   | Atalanta B, squadra A | 32 | ?? |   |   |   |    |    |    |
|  | 2.   | Alzano                | 29 | ?? |   |   |   |    |    |    |
|  | 2.   | Castro                | 29 | ?? |   |   |   |    |    |    |
|  | 2.   | Vertovese             | 29 | ?? |   |   |   |    |    |    |
|  | 5.   | Atalanta B, squadra B | 25 | ?? |   |   |   |    |    |    |
|  | 6.   | Dalmine               | 22 | ?? |   |   |   |    |    |    |
|  | 7.   | Gazzaniga             | 20 | ?? |   |   |   |    |    |    |
|  | 8.   | Sebinia               | 19 | ?? |   |   |   |    |    |    |
|  | 9.   | Ardens B              | 17 | ?? |   |   |   |    |    |    |
|  | 10.  | Pro Romano B          | 14 | ?? |   |   |   |    |    |    |
|  | 11.  | San Pellegrino        | 13 | ?? |   |   |   |    |    |    |
|  | --   | Clarense B            | 0  |    |   |   |   |    |    |    |

Legenda:
      Ammesso alle semifinali regionali.
      Retrocesso in Seconda Divisione.
Regolamento:
Due punti a vittoria, uno a pareggio, zero a sconfitta.
Pari merito in caso di pari punti.
Le squadre riserve B sono fuori classifica e non hanno diritto a disputare le finali.

##### Spareggi qualificazione
|           | Risultati |           | Luogo e data                         |
| --------- | --------- | --------- | ------------------------------------ |
| Vertovese | 1-3       | Castro    | Bergamo, 19 maggio 1946              |
| Castro    | 0-0       | Alzano    | Palazzolo sull'Oglio, 26 maggio 1946 |
| Alzano    | 4-3       | Vertovese | Albino, 30 maggio 1946               |
|           |           |           |                                      |

### Girone D

#### Squadre partecipanti
| Club                              | Città (provincia)          | Stagione precedente |
| --------------------------------- | -------------------------- | ------------------- |
| A.C. Cassano d'Adda (B = riserve) | Cassano d'Adda (MI)        |                     |
| A.S. Cernusco                     | Cernusco sul Naviglio (MI) |                     |
| E.N.A.L. Gorgonzola               | Gorgonzola (MI)            |                     |
| S.S. Farese                       | Fara Gera d'Adda (BG)      |                     |
| A.C. Gessate                      | Gessate (MI)               |                     |
| U.S. Melzo (B = riserve)          | Melzo (MI)                 |                     |
| A.C. Pioltello                    | Pioltello MI)              |                     |
| C.S. Trevigliese (B = riserve)    | Treviglio (BG)             |                     |
| S.S. Tritium                      | Trezzo sull'Adda MI)       |                     |
| S.S. Vapriese                     | Vaprio d'Adda MI)          |                     |
| U.S. Vimercatese (B = riserve)    | Vimercate (MI)             |                     |
| U.S. Vimodronese                  | Vimodrone (MI)             |                     |

#### Classifica finale
|  | Pos. | Squadra       | Pt | G  | V | N | P | GF | GS | DR |
|  | ---- | ------------- | -- | -- | - | - | - | -- | -- | -- |
|  | 1.   | Farese        | 37 | 22 |   |   |   |    |    |    |
|  | 2.   | ???           | ?? | 22 |   |   |   |    |    |    |
|  | 3.   | ???           | ?? | 22 |   |   |   |    |    |    |
|  | 4.   | ???           | ?? | 22 |   |   |   |    |    |    |
|  | 5.   | Tritium       | 21 | 22 |   |   |   |    |    |    |
|  | 6.   | ???           | ?? | 22 |   |   |   |    |    |    |
|  | 7.   | ???           | ?? | 22 |   |   |   |    |    |    |
|  | 8.   | Trevigliese B | 19 | 22 |   |   |   |    |    |    |
|  | 9.   | ???           | ?? | 22 |   |   |   |    |    |    |
|  | 10.  | ???           | ?? | 22 |   |   |   |    |    |    |
|  | 11.  | ???           | ?? | 22 |   |   |   |    |    |    |
|  | 12.  | ???           | ?? | 22 |   |   |   |    |    |    |

Legenda:
      Ammesso alle semifinali regionali.
      Retrocesso in Seconda Divisione.
Note:
Due punti a vittoria, uno a pareggio, zero a sconfitta.
Pari merito in caso di pari punti.

### Girone E

#### Squadre partecipanti
| Club                             | Città (provincia)         | Stagione precedente |
| -------------------------------- | ------------------------- | ------------------- |
| U.S. Asolana                     | Asola (MN)                |                     |
| U.S. Bagnolese                   | Bagnolo Mella (BS)        |                     |
| A.C. Brescia (B = riserve)       | Brescia                   |                     |
| A.C. Castelleone                 | Castelleone (CR)          |                     |
| U.S. Cremonese (B = riserve)     | Cremona                   |                     |
| U.S. Desenzano                   | Desenzano del Garda (BS)  |                     |
| U.C. Ghedi                       | Ghedi (BS)                |                     |
| U.S. Pergolettese                | Crema (CR)                |                     |
| A.C. Pro Palazzolo (B = riserve) | Palazzolo sull'Oglio (BS) |                     |
| U.S. Soresinese (B = riserve)    | Soresina (CR)             |                     |
| G.S. Verolese                    | Verolanuova (BS)          |                     |

#### Classifica finale
|  | Pos. | Squadra      | Pt | G  | V | N | P | GF | GS | DR |
|  | ---- | ------------ | -- | -- | - | - | - | -- | -- | -- |
|  | 1.   | Bagnolese    | ?? | 20 |   |   |   |    |    |    |
|  | 2.   | ???          | ?? | 20 |   |   |   |    |    |    |
|  | 3.   | ???          | ?? | 20 |   |   |   |    |    |    |
|  | 4.   | ???          | ?? | 20 |   |   |   |    |    |    |
|  | 5.   | ???          | ?? | 20 |   |   |   |    |    |    |
|  | 6.   | ???          | ?? | 20 |   |   |   |    |    |    |
|  | 7.   | ???          | ?? | 20 |   |   |   |    |    |    |
|  | 8.   | ???          | ?? | 20 |   |   |   |    |    |    |
|  | 9.   | Pergolettese | ?? | 20 |   |   |   |    |    |    |
|  | 10.  | ???          | ?? | 20 |   |   |   |    |    |    |
|  | 11.  | Desenzano    | ?? | 20 |   |   |   |    |    |    |

Legenda:
      Ammesso alle semifinali regionali.
      Retrocesso in Seconda Divisione.
Regolamento:
Due punti a vittoria, uno a pareggio, zero a sconfitta.
Pari merito in caso di pari punti.

### Girone F

#### Squadre partecipanti
| Club                        | Città (provincia) | Stagione precedente |
| --------------------------- | ----------------- | ------------------- |
| A.C. Arcore & Falck         | Arcore (MI)       |                     |
| U.S. Aurora Desio           | Desio (MI)        |                     |
| U.S. Biassono               | Biassono (MI)     |                     |
| S.S. La Dominante           | Monza (MI)        |                     |
| A.S. Libertas Seregno       | Seregno (MI)      |                     |
| A.S. Muggiò                 | Muggiò (MI)       |                     |
| S.S. Pro Macherio           | Macherio (MI)     |                     |
| U.S. Seregnese              | Seregno (MI)      |                     |
| A.C. Villasanta "Aldo Sala" | Villasanta (MI)   |                     |
| A.C. Virtus                 | Lissone (MI)      |                     |
| U.S. Vis Casatese           | Casatenovo (CO)   |                     |

#### Classifica finale
|  | Pos. | Squadra      | Pt | G  | V | N | P | GF | GS | DR |
|  | ---- | ------------ | -- | -- | - | - | - | -- | -- | -- |
|  | 1.   | Vis Casatese | ?? | ?? |   |   |   |    |    |    |
|  | 2.   | ???          | ?? | ?? |   |   |   |    |    |    |
|  | 3.   | Muggiò       | ?? | ?? |   |   |   |    |    |    |
|  | 4.   | ???          | ?? | ?? |   |   |   |    |    |    |
|  | 5.   | ???          | ?? | ?? |   |   |   |    |    |    |
|  | 6.   | ???          | ?? | ?? |   |   |   |    |    |    |
|  | 7.   | ???          | ?? | ?? |   |   |   |    |    |    |
|  | 8.   | ???          | ?? | ?? |   |   |   |    |    |    |
|  | 9.   | ???          | ?? | ?? |   |   |   |    |    |    |
|  | 10.  | Aurora Desio | ?? | ?? |   |   |   |    |    |    |
|  | 11.  | ???          | ?? | ?? |   |   |   |    |    |    |

Legenda:
      Ammesso alle semifinali regionali.
      Retrocesso in Seconda Divisione.
Regolamento:
Due punti a vittoria, uno a pareggio, zero a sconfitta.
Pari merito in caso di pari punti.

### Girone G
Questo girone era interamente composto da squadre "riserve".

#### Squadre partecipanti
| Club                              | Città (provincia)       | Stagione precedente |
| --------------------------------- | ----------------------- | ------------------- |
| U.S. Caratese (B = riserve)       | Carate Brianza (MI)     |                     |
| A.C. Cantù (B = riserve)          | Cantù (CO)              |                     |
| G.S. Falck (B = riserve)          | Sesto San Giovanni (MI) |                     |
| F.C. Internazionale (B = riserve) | Milano                  |                     |
| A.C. Meda (B = riserve)           | Meda (MI)               |                     |
| A.C. Milan (B = riserve)          | Milano                  |                     |
| A.C. Monza (B = riserve)          | Monza (MI)              |                     |
| U.S. Pro Sesto (B = riserve)      | Sesto San Giovanni (MI) |                     |
| S.S. Pro Lissone (B = riserve)    | Lissone (MI)            |                     |
| F.B.C. Seregno (B = riserve)      | Seregno (MI)            |                     |
| A.S. Vis Nova (B = riserve)       | Giussano (MI)           |                     |

#### Classifica finale
|  | Pos. | Squadra | Pt | G  | V | N | P | GF | GS | DR |
|  | ---- | ------- | -- | -- | - | - | - | -- | -- | -- |
|  | 1.   | ???     | ?? | 20 |   |   |   |    |    |    |
|  | 2.   | ???     | ?? | 20 |   |   |   |    |    |    |
|  | 3.   | ???     | ?? | 20 |   |   |   |    |    |    |
|  | 4.   | ???     | ?? | 20 |   |   |   |    |    |    |
|  | 5.   | ???     | ?? | 20 |   |   |   |    |    |    |
|  | 6.   | ???     | ?? | 20 |   |   |   |    |    |    |
|  | 7.   | ???     | ?? | 20 |   |   |   |    |    |    |
|  | 8.   | ???     | ?? | 20 |   |   |   |    |    |    |
|  | 9.   | ???     | ?? | 20 |   |   |   |    |    |    |
|  | 10.  | ???     | ?? | 20 |   |   |   |    |    |    |
|  | 11.  | ???     | ?? | 20 |   |   |   |    |    |    |

Legenda:
      Retrocesso in Seconda Divisione.
Regolamento:
Due punti a vittoria, uno a pareggio, zero a sconfitta.
Pari merito in caso di pari punti.

### Girone H

#### Squadre partecipanti
| Club                            | Città (provincia)      | Stagione precedente |
| ------------------------------- | ---------------------- | ------------------- |
| A.C. Alippi Ippica              | Milano                 |                     |
| Cortese                         | ?                      |                     |
| A.C. Corvetto                   | Milano                 |                     |
| U.S. Landriano                  | Landriano (PV)         |                     |
| U.S. Locatese                   | Locate di Triulzi (MI) |                     |
| Poletti                         | Milano                 |                     |
| C.R.A.L. Redaelli (B = riserve) | Milano-Rogoredo        |                     |
| F.C. Sempione                   | Milano                 |                     |
| Turro                           | Milano-Turro           |                     |
| U.S. Virtus Nova                | Binasco (MI)           |                     |

#### Classifica finale
|  | Pos. | Squadra     | Pt | G  | V | N | P | GF | GS | DR |
|  | ---- | ----------- | -- | -- | - | - | - | -- | -- | -- |
|  | 1.   | Virtus Nova | ?? | 18 |   |   |   |    |    |    |
|  | 2.   | ???         | ?? | 18 |   |   |   |    |    |    |
|  | 3.   | ???         | ?? | 18 |   |   |   |    |    |    |
|  | 4.   | ???         | ?? | 18 |   |   |   |    |    |    |
|  | 5.   | ???         | ?? | 18 |   |   |   |    |    |    |
|  | 6.   | ???         | ?? | 18 |   |   |   |    |    |    |
|  | 7.   | ???         | ?? | 18 |   |   |   |    |    |    |
|  | 8.   | ???         | ?? | 18 |   |   |   |    |    |    |
|  | 9.   | ???         | ?? | 18 |   |   |   |    |    |    |
|  | 10.  | ???         | ?? | 18 |   |   |   |    |    |    |

Legenda:
      Ammesso alle semifinali regionali.
      Retrocesso in Seconda Divisione.
Regolamento:
Due punti a vittoria, uno a pareggio, zero a sconfitta.
Pari merito in caso di pari punti.

### Girone I

#### Squadre partecipanti
| Club                            | Città (provincia)       | Stagione precedente |
| ------------------------------- | ----------------------- | ------------------- |
| A.C. Audace                     | Abbiategrasso (MI)      |                     |
| G.S. Afforese                   | Milano-Affori           |                     |
| A.S.C. Cinisello                | Cinisello Balsamo (MI)  |                     |
| A.C. Crescenzago                | Milano-Crescenzago      |                     |
| Pol. Iris Baggio                | Milano                  |                     |
| E.N.A.L. Magneti Marelli        | Sesto San Giovanni (MI) |                     |
| A.C. Minerva                    | Milano                  |                     |
| G.S. O.M. (Officine Meccaniche) | Milano                  |                     |
| G.S. R.O.L.                     | Milano                  |                     |
| Spreafico                       | Milano-Niguarda         |                     |
| A.C. Stelvio                    | Milano                  |                     |
| ?                               | ?                       |                     |

#### Classifica finale
|  | Pos. | Squadra | Pt | G  | V | N | P | GF | GS | DR |
|  | ---- | ------- | -- | -- | - | - | - | -- | -- | -- |
|  | 1.   | Stelvio | ?? | 22 |   |   |   |    |    |    |
|  | 2.   | ???     | ?? | 22 |   |   |   |    |    |    |
|  | 3.   | ???     | ?? | 22 |   |   |   |    |    |    |
|  | 4.   | ???     | ?? | 22 |   |   |   |    |    |    |
|  | 5.   | ???     | ?? | 22 |   |   |   |    |    |    |
|  | 6.   | ???     | ?? | 22 |   |   |   |    |    |    |
|  | 7.   | ???     | ?? | 22 |   |   |   |    |    |    |
|  | 8.   | ???     | ?? | 22 |   |   |   |    |    |    |
|  | 9.   | ???     | ?? | 22 |   |   |   |    |    |    |
|  | 10.  | ???     | ?? | 22 |   |   |   |    |    |    |
|  | 11.  | ???     | ?? | 22 |   |   |   |    |    |    |
|  | 12.  | ???     | ?? | 22 |   |   |   |    |    |    |

Legenda:
      Ammesso alle semifinali regionali.
      Retrocesso in Seconda Divisione.
Regolamento:
Due punti a vittoria, uno a pareggio, zero a sconfitta.
Pari merito in caso di pari punti.

### Girone L

#### Squadre partecipanti
| Club                           | Città (provincia)        | Stagione precedente |
| ------------------------------ | ------------------------ | ------------------- |
| U.S. Barlassina                | Barlassina (MI)          |                     |
| U.S. Bollatese                 | Bollate (MI)             |                     |
| U.S. Caronnese                 | Caronno Pertusella (VA)  |                     |
| A.C. Cesano Maderno            | Cesano Maderno (MI)      |                     |
| A.S. Garbagnatese              | Garbagnate Milanese (MI) |                     |
| F.B.C. Laveno Mombello         | Laveno Mombello (VA)     |                     |
| U.S. Novatese                  | Novate Milanese (MI)     |                     |
| U.S. Rescaldinese              | Rescaldina (MI)          |                     |
| F.B.C. Saronno (B = riserve)   | Saronno (VA)             |                     |
| A.S. Seveso San Pietro Martire | Seveso (MI)              |                     |
| A.S. Snia Viscosa              | Cesano Maderno (MI)      |                     |
| A.C. Tradate                   | Tradate (VA)             |                     |

#### Classifica finale
|  | Pos. | Squadra      | Pt | G  | V | N | P | GF | GS | DR |
|  | ---- | ------------ | -- | -- | - | - | - | -- | -- | -- |
|  | 1.   | Tradate      | ?? | 22 |   |   |   |    |    |    |
|  | 2.   | ???          | ?? | 22 |   |   |   |    |    |    |
|  | 3.   | Rescaldinese | 28 | 22 |   |   |   |    |    |    |
|  | 4.   | ???          | ?? | 22 |   |   |   |    |    |    |
|  | 5.   | ???          | ?? | 22 |   |   |   |    |    |    |
|  | 6.   | ???          | ?? | 22 |   |   |   |    |    |    |
|  | 7.   | ???          | ?? | 22 |   |   |   |    |    |    |
|  | 8.   | ???          | ?? | 22 |   |   |   |    |    |    |
|  | 9.   | ???          | ?? | 22 |   |   |   |    |    |    |
|  | 10.  | ???          | ?? | 22 |   |   |   |    |    |    |
|  | 11.  | ???          | ?? | 22 |   |   |   |    |    |    |
|  | 12.  | ???          | ?? | 22 |   |   |   |    |    |    |

Legenda:
      Ammesso alle semifinali regionali.
      Retrocesso in Seconda Divisione.
Regolamento:
Due punti a vittoria, uno a pareggio, zero a sconfitta.
Pari merito in caso di pari punti.

### Girone M

#### Squadre partecipanti
| Club                           | Città (provincia)       | Stagione precedente |
| ------------------------------ | ----------------------- | ------------------- |
| U.S. Bellanese                 | Bellano (CO)            |                     |
| U.S. Chiavennese               | Chiavenna (SO)          |                     |
| A.C. Calolziocorte             | Calolziocorte (BG)      |                     |
| S.C. Falck Dongo               | Dongo (CO)              |                     |
| S.C. Dongo                     | Dongo (CO)              |                     |
| U.C. Gravedonese               | Gravedona (CO)          |                     |
| A.C. Lecco (B = riserve)       | Lecco (CO)              |                     |
| U.S. Morbegnese                | Morbegno (SO)           |                     |
| G.S. Moto Guzzi                | Mandello del Lario (CO) |                     |
| U.S. Olginatese                | Olginate (CO)           |                     |
| C.R.A.L. Redaelli              | Dervio (CO)             |                     |
| Sondrio Sportiva (B = riserve) | Sondrio                 |                     |

#### Classifica finale
|  | Pos. | Squadra       | Pt | G  | V | N | P | GF | GS | DR |
|  | ---- | ------------- | -- | -- | - | - | - | -- | -- | -- |
|  | 1.   | Moto Guzzi    | ?? | 22 |   |   |   |    |    |    |
|  | 2.   | ???           | ?? | 22 |   |   |   |    |    |    |
|  | 3.   | ???           | ?? | 22 |   |   |   |    |    |    |
|  | 4.   | Calolziocorte | 26 | 22 |   |   |   |    |    |    |
|  | 5.   | Olginatese    | ?? | 22 |   |   |   |    |    |    |
|  | 6.   | ???           | ?? | 22 |   |   |   |    |    |    |
|  | 7.   | ???           | ?? | 22 |   |   |   |    |    |    |
|  | 8.   | ???           | ?? | 22 |   |   |   |    |    |    |
|  | 9.   | ???           | ?? | 22 |   |   |   |    |    |    |
|  | 10.  | ???           | ?? | 22 |   |   |   |    |    |    |
|  | 11.  | ???           | ?? | 22 |   |   |   |    |    |    |
|  | 12.  | ???           | ?? | 22 |   |   |   |    |    |    |

Legenda:
      Ammesso alle semifinali regionali.
      Retrocesso in Seconda Divisione.
Regolamento:
Due punti a vittoria, uno a pareggio, zero a sconfitta.
Pari merito in caso di pari punti.

### Girone N

#### Squadre partecipanti
| Club             | Città (provincia)          | Stagione precedente |
| ---------------- | -------------------------- | ------------------- |
| U.S. Arlunese    | Arluno (MI)                |                     |
| G.S. Bareggese   | Bareggio (MI)              |                     |
| U.S. Castano     | Castano Primo (MI)         |                     |
| F.B.C. Corbetta  | Corbetta (MI)              |                     |
| S.C. Cuggionese  | Cuggiono (MI)              |                     |
| Fulgor           | ?                          |                     |
| A.C. Garibaldina | Milano                     |                     |
| U.S. Inveruno    | Inveruno (MI)              |                     |
| A.S. Magenta     | Magenta (MI)               |                     |
| G.S. S.A.F.F.A.  | Pontenuovo di Magenta (MI) |                     |
| A.S. Sedrianese  | Sedriano (MI)              |                     |
| C.S. Vittuone    | Vittuone (MI)              |                     |

#### Classifica finale
|  | Pos. | Squadra  | Pt | G  | V | N | P | GF | GS | DR |
|  | ---- | -------- | -- | -- | - | - | - | -- | -- | -- |
|  | 1.   | Inveruno | ?? | 22 |   |   |   |    |    |    |
|  | 2.   | ???      | ?? | 22 |   |   |   |    |    |    |
|  | 3.   | ???      | ?? | 22 |   |   |   |    |    |    |
|  | 4.   | ???      | ?? | 22 |   |   |   |    |    |    |
|  | 5.   | ???      | ?? | 22 |   |   |   |    |    |    |
|  | 6.   | ???      | ?? | 22 |   |   |   |    |    |    |
|  | 7.   | ???      | ?? | 22 |   |   |   |    |    |    |
|  | 8.   | ???      | ?? | 22 |   |   |   |    |    |    |
|  | 9.   | ???      | ?? | 22 |   |   |   |    |    |    |
|  | 10.  | ???      | ?? | 22 |   |   |   |    |    |    |
|  | 11.  | ???      | ?? | 22 |   |   |   |    |    |    |
|  | 12.  | ???      | ?? | 22 |   |   |   |    |    |    |

Legenda:
      Ammesso alle semifinali regionali.
      Retrocesso in Seconda Divisione.
Regolamento:
Due punti a vittoria, uno a pareggio, zero a sconfitta.
Pari merito in caso di pari punti.
Note:
Il Magenta viene successivamente ammesso in Serie C 1946-1947 su ricorso, per allargamento dei quadri.

### Girone O

#### Squadre partecipanti
| Club                                  | Città (provincia)    | Stagione precedente |
| ------------------------------------- | -------------------- | ------------------- |
| U.S. Bustese                          | Busto Garolfo (MI)   |                     |
| Calciatori Bustesi 1933 (B = riserve) | Busto Arsizio (VA)   |                     |
| Canegratese                           | Canegrate (MI)       |                     |
| A.C. Legnano (B = riserve)            | Legnano (MI)         |                     |
| U.S. Nervianese                       | Nerviano (MI)        |                     |
| Olgiatesi                             | Olgiate Olona (VA)   |                     |
| A.C. Parabiago (B = riserve)          | Parabiago (MI)       |                     |
| F.C. Rhodense (B = riserve)           | Rho (MI)             |                     |
| Soc. Sempre Liberi                    | Cassano Magnago (VA) |                     |
| Serenissima                           | ?                    |                     |
| U.S. Turbighese                       | Turbigo (MI)         |                     |
| A.S. Varanese                         | Varano Borghi (VA)   |                     |

#### Classifica finale
|  | Pos. | Squadra       | Pt | G  | V | N | P | GF | GS | DR |
|  | ---- | ------------- | -- | -- | - | - | - | -- | -- | -- |
|  | 1.   | Sempre Liberi | ?? | 22 |   |   |   |    |    |    |
|  | 2.   | ???           | ?? | 22 |   |   |   |    |    |    |
|  | 3.   | ???           | ?? | 22 |   |   |   |    |    |    |
|  | 4.   | ???           | ?? | 22 |   |   |   |    |    |    |
|  | 5.   | ???           | ?? | 22 |   |   |   |    |    |    |
|  | 6.   | ???           | ?? | 22 |   |   |   |    |    |    |
|  | 7.   | ???           | ?? | 22 |   |   |   |    |    |    |
|  | 8.   | ???           | ?? | 22 |   |   |   |    |    |    |
|  | 9.   | ???           | ?? | 22 |   |   |   |    |    |    |
|  | 10.  | ???           | ?? | 22 |   |   |   |    |    |    |
|  | 11.  | ???           | ?? | 22 |   |   |   |    |    |    |
|  | 12.  | ???           | ?? | 22 |   |   |   |    |    |    |

Legenda:
      Ammesso alle semifinali regionali.
      Retrocesso in Seconda Divisione.
Regolamento:
Due punti a vittoria, uno a pareggio, zero a sconfitta.
Pari merito in caso di pari punti.

### Girone P

#### Squadre partecipanti
| Club                                       | Città (provincia)         | Stagione precedente |
| ------------------------------------------ | ------------------------- | ------------------- |
| A.C. Biumense                              | Biumo Inferiore di Varese |                     |
| S.G. Gallaratese (B = riserve)             | Gallarate (VA)            |                     |
| Pol. Gaviratese                            | Gavirate (VA)             |                     |
| A.C. Gazzada                               | Gazzada Schianno (VA)     |                     |
| A.C. Induno Sportiva                       | Induno Olona (VA)         |                     |
| S.S. Leonina                               | Luino (VA)                |                     |
| U.S. Luinese                               | Luino (VA)                |                     |
| Soc. Pro Patria et Libertate (B = riserve) | Busto Arsizio (VA)        |                     |
| S.S. Sommese (B = riserve)                 | Somma Lombardo (VA)       |                     |
| A.C. Varese                                | Varese                    |                     |
| A.S. Viggiù Rifiorente                     | Viggiù (VA)               |                     |

#### Classifica finale
|  | Pos. | Squadra  | Pt | G  | V | N | P | GF | GS | DR |
|  | ---- | -------- | -- | -- | - | - | - | -- | -- | -- |
|  | 1.   | Biumense | ?? | 20 |   |   |   |    |    |    |
|  | 2.   | ???      | ?? | 20 |   |   |   |    |    |    |
|  | 3.   | ???      | ?? | 20 |   |   |   |    |    |    |
|  | 4.   | Varese   | ?? | 20 |   |   |   |    |    |    |
|  | 5.   | ???      | ?? | 20 |   |   |   |    |    |    |
|  | 6.   | ???      | ?? | 20 |   |   |   |    |    |    |
|  | 7.   | Luinese  | ?? | 20 |   |   |   |    |    |    |
|  | 8.   | Leonina  | ?? | 20 |   |   |   |    |    |    |
|  | 9.   | ???      | ?? | 20 |   |   |   |    |    |    |
|  | 10.  | ???      | ?? | 20 |   |   |   |    |    |    |
|  | 11.  | ???      | ?? | 20 |   |   |   |    |    |    |

Legenda:
      Ammesso alle semifinali regionali.
      Retrocesso in Seconda Divisione.
Regolamento:
Due punti a vittoria, uno a pareggio, zero a sconfitta.
Pari merito in caso di pari punti.
Note:
Il Luino F.B.C. è successivamente ammesso alla Serie C 1946-1947 per allargamento dei nuovi quadri.
Il Varese fu reintegrato la stagione successiva nella sua categoria di merito, la Serie B 1946-1947.

### Girone Q

#### Squadre partecipanti
| Club                              | Città (provincia)            | Stagione precedente |
| --------------------------------- | ---------------------------- | ------------------- |
| A.C. Bressana                     | Bressana Bottarone (PV)      |                     |
| A.S. Fanfulla (B = riserve)       | Lodi (MI)                    |                     |
| A.C. Junior                       | Sant'Angelo Lodigiano (MI)   |                     |
| S.S. Pandino                      | Pandino (CR)                 |                     |
| Piacenza Sportiva (B = riserve)   | Piacenza                     |                     |
| G.S. S.A.I.C.S.                   | Lodi (MI)                    |                     |
| A.S. Sancolombano                 | San Colombano al Lambro (MI) |                     |
| Sant'Angelo Sportiva (B =riserve) | Sant'Angelo Lodigiano (MI)   |                     |
| G.S. Stradellina (B = riserve)    | Stradella (PV)               |                     |
| A.C. Vogherese (B = riserve)      | Voghera (PV)                 |                     |

#### Classifica finale
|  | Pos. | Squadra       | Pt       | G  | V | N | P | GF | GS | DR |
|  | ---- | ------------- | -------- | -- | - | - | - | -- | -- | -- |
|  | 1.   | Sancolombano  | ??       | ?? |   |   |   |    |    |    |
|  | 2.   | ???           | ??       | ?? |   |   |   |    |    |    |
|  | 3.   | ???           | ??       | ?? |   |   |   |    |    |    |
|  | 4.   | ???           | ??       | ?? |   |   |   |    |    |    |
|  | 5.   | ???           | ??       | ?? |   |   |   |    |    |    |
|  | 6.   | ???           | ??       | ?? |   |   |   |    |    |    |
|  | 7.   | ???           | ??       | ?? |   |   |   |    |    |    |
|  | 8.   | ???           | ??       | ?? |   |   |   |    |    |    |
|  | 9.   | ???           | ??       | ?? |   |   |   |    |    |    |
|  | ---  | Stradellina B | Ritirato |    |   |   |   |    |    |    |

Legenda:
      Ammesso alle semifinali regionali.
      Retrocesso in Seconda Divisione.
Regolamento:
Due punti a vittoria, uno a pareggio, zero a sconfitta.
Pari merito in caso di pari punti.
Note:
La Bressana è successivamente ammessa in Serie C 1946-1947 su ricorso per allargamento dei nuovi quadri.

### Gironi semifinali

#### Girone A

##### Classifica finale
|  | Pos. | Squadra   | Pt | G | V | N | P | GF | GS | DR |
|  | ---- | --------- | -- | - | - | - | - | -- | -- | -- |
|  | 1.   | Bagnolese | ?? | 4 |   |   |   |    |    |    |
|  | 2.   | Alzano    | ?? | 4 |   |   |   |    |    |    |
|  | 2.   | Farese    | ?? | 4 |   |   |   |    |    |    |

Legenda:
      Ammesso alle finali regionali.
      Promosso in Serie C 1946-1947.
Regolamento:
Due punti a vittoria, uno a pareggio, zero a sconfitta.
Pari merito in caso di pari punti.

##### Qualificazione per il 2º posto ed il diritto alla promozione inSerie C
|        | Risultati |        | Luogo e data            |
| ------ | --------- | ------ | ----------------------- |
| Alzano | 0-0 (dts) | Farese | Bergamo, 11 agosto 1946 |
|        |           |        |                         |

#### Girone?

##### Classifica finale
|  | Pos. | Squadra      | Pt | G  | V | N | P | GF | GS | DR |
|  | ---- | ------------ | -- | -- | - | - | - | -- | -- | -- |
|  | 1.   | Fino         | ?? | ?? |   |   |   |    |    |    |
|  | ?.   | Stelvio      | ?? | ?? |   |   |   |    |    |    |
|  | ?.   | Vis Casatese | ?? | ?? |   |   |   |    |    |    |
|  | ?.   | Moto Guzzi   | ?? | ?? |   |   |   |    |    |    |

Legenda:
      Ammesso alle finali regionali.
      Promosso in Serie C 1946-1947.
Regolamento:
Due punti a vittoria, uno a pareggio, zero a sconfitta.
Pari merito in caso di pari punti.
Note:
Il Fino Mornasco rinuncia alla finale per il titolo.
Lo Stelvio è promosso in Serie C 1946-1947, ma rinuncia.

#### Girone C

##### Classifica finale
|  | Pos. | Squadra       | Pt | G | V | N | P | GF | GS | DR |
|  | ---- | ------------- | -- | - | - | - | - | -- | -- | -- |
|  | 1.   | Biumense      | 9  | 6 |   |   |   |    |    |    |
|  | 2.   | Sempre Liberi | 8  | 6 |   |   |   |    |    |    |
|  | 3.   | Tradate       | 3  | 5 |   |   |   |    |    |    |
|  | 4.   | Inveruno      | 2  | 5 |   |   |   |    |    |    |

Legenda:
      Ammesso alle finali regionali.
      Promosso in Serie C 1946-1947.
Regolamento:
Due punti a vittoria, uno a pareggio, zero a sconfitta.
Pari merito in caso di pari punti.
Note:
Manca il risultato di Tradate-Inveruno.
La Sempre Liberi, dopo le finali, rinunciò alla promozione dopo come recepito dalla FIGC il 17 agosto 1946.

#### Girone?

##### Classifica finale
|  | Pos. | Squadra      | Pt | G  | V | N | P | GF | GS | DR |
|  | ---- | ------------ | -- | -- | - | - | - | -- | -- | -- |
|  | 1.   | Virtus Nova  | ?? | ?? |   |   |   |    |    |    |
|  | 1.   | Cilavegna    | ?? | ?? |   |   |   |    |    |    |
|  | 3.   | Sancolombano | ?? | ?? |   |   |   |    |    |    |

Legenda:
      Ammesso alle finali regionali.
      Promosso in Serie C 1946-1947.
Regolamento:
Due punti a vittoria, uno a pareggio, zero a sconfitta.
Pari merito in caso di pari punti.

##### Qualificazione per il 1º posto
|             | Risultati |           | Luogo e data |
| ----------- | --------- | --------- | ------------ |
| Virtus Nova | ?-?       | Cilavegna | ??, ? ? 1946 |
|             |           |           |              |

### Girone finale

#### Classifica finale
|  | Pos. | Squadra     | Pt       | G | V | N | P | GF | GS | DR |
|  | ---- | ----------- | -------- | - | - | - | - | -- | -- | -- |
|  | 1.   | Bagnolese   | 5        | 4 |   |   |   |    |    |    |
|  | 1.   | Biumense    | 5        | 4 |   |   |   |    |    |    |
|  | 3.   | Virtus Nova | 2        | 4 |   |   |   |    |    |    |
|  | --   | Fino        | Ritirato |   |   |   |   |    |    |    |

Legenda:
      Promosso in Serie C 1946-1947.
Regolamento:
Due punti a vittoria, uno a pareggio, zero a sconfitta.
Pari merito in caso di pari punti.
Note:
La Virtus Nova Binasco è promossa in Serie C 1946-1947, ma rinuncia.

#### Qualificazione per il 1º posto e per il titolo
|           | Risultati |          | Luogo e data          |
| --------- | --------- | -------- | --------------------- |
| Bagnolese | 1-1 (dts) | Biumense | Melzo, 18 agosto 1946 |
|           |           |          |                       |

- La Bagnolese è campione lombardo di Prima Divisione per sorteggio .

## Veneto

### Girone A

#### Squadre partecipanti
| Club                             | Città (provincia)          | Stagione precedente |
| -------------------------------- | -------------------------- | ------------------- |
| A.C. Alba Borgo Roma             | Verona (VR)                |                     |
| U.S. Cadidavid                   | Verona (VR)                |                     |
| Ferrovieri Verona                | Verona (VR)                |                     |
| A.C. Legnago (B = riserve)       | Legnago (VR)               |                     |
| A.C. Sambonifacese (B = riserve) | San Bonifacio (VR)         |                     |
| A.S. San Giovanni Lupatoto       | San Giovanni Lupatoto (VR) |                     |
| A.C. San Zeno                    | Verona (VR)                |                     |
| A.C. Verona (B = riserve)        | Verona (VR)                |                     |

#### Classifica finale
|  | Pos. | Squadra               | Pt | G  | V | N | P | GF | GS | DR |
|  | ---- | --------------------- | -- | -- | - | - | - | -- | -- | -- |
|  | 1.   | Cadidavid             | 29 | 15 |   |   |   |    |    |    |
|  | 2.   | San Zeno              | 22 | 15 |   |   |   |    |    |    |
|  | 3.   | San Giovanni Lupatoto | 19 | 15 |   |   |   |    |    |    |
|  | 4.   | Alba Borgo Roma       | 16 | 15 |   |   |   |    |    |    |
|  | 5.   | Verona B              | 14 | 15 |   |   |   |    |    |    |
|  | 6.   | Sambonifacese B (-1)  | 9  | 15 |   |   |   |    |    |    |
|  | 7.   | Legnago B             | 8  | 15 |   |   |   |    |    |    |
|  | 8.   | Ferrovieri (-2)       | 4  | 15 |   |   |   |    |    |    |

Legenda:
      Ammesso alle semifinali regionali.
      Retrocesso in Seconda Divisione.
Regolamento:
Due punti a vittoria, uno a pareggio, zero a sconfitta.
Pari merito in caso di pari punti.
Note:
Sambonifacese ha scontato 1 punto di penalizzazione in classifica per una rinuncia.
Ferrovieri Verona ha scontato 2 punti di penalizzazione in classifica per due rinunce.

### Girone B

#### Squadre partecipanti
| Club                 | Città (provincia)      | Stagione precedente |
| -------------------- | ---------------------- | ------------------- |
| A.C. Bovolone        | Bovolone (VR)          |                     |
| U.S. Casteldariese   | Castel d'Ario (MN)     |                     |
| U.S. Cerea           | Cerea (VR)             |                     |
| G.S. E.N.A.L. Melara | Melara (RO)            |                     |
| A.S. Minerbe         | Minerbe (VR)           |                     |
| Nogara               | Nogara (VR)            |                     |
| Ostiglia F.B.C.      | Ostiglia (MN)          |                     |
| A.C. Scaligera       | Isola della Scala (VR) |                     |
| U.S. Villimpentese   | Villimpenta (MN)       |                     |

#### Classifica finale
|  | Pos. | Squadra            | Pt | G  | V  | N | P | GF | GS | DR  |
|  | ---- | ------------------ | -- | -- | -- | - | - | -- | -- | --- |
|  | 1.   | Casteldariese      | 24 | 16 | 10 | 4 | 2 | 26 | 14 | +12 |
|  | 2.   | Ostiglia           | 23 | 16 | 9  | 5 | 2 | 24 | 11 | +13 |
|  | 3.   | Bovolone           | 18 | 16 |    |   |   |    |    |     |
|  | 4.   | Nogara (-1)        | 16 | 16 |    |   |   |    |    |     |
|  | 5.   | Minerbe            | 16 | 16 |    |   |   |    |    |     |
|  | 6.   | Cerea              | 14 | 16 |    |   |   |    |    |     |
|  | 7.   | Villimpentese (-1) | 13 | 16 |    |   |   |    |    |     |
|  | 8.   | Scaligera          | 12 | 16 |    |   |   |    |    |     |
|  | 9.   | Melara             | 6  | 16 |    |   |   |    |    |     |

Legenda:
      Ammesso alle semifinali regionali.
      Retrocesso in Seconda Divisione.
Regolamento:
Due punti a vittoria, uno a pareggio, zero a sconfitta.
Pari merito in caso di pari punti.
Note:
Nogara e Villimpentese hanno scontato 1 punto di penalizzazione in classifica per una rinuncia.

### Girone C

#### Squadre partecipanti
| Club                        | Città (provincia)       | Stagione precedente |
| --------------------------- | ----------------------- | ------------------- |
| E.N.A.L. Calcio Arsiero     | Arsiero (VI)            |                     |
| A.C. Malo                   | Malo (VI)               |                     |
| A.C. Marzotto (B = riserve) | Valdagno (VI)           |                     |
| . . Moretto Arzignano       | Arzignano (VI)          |                     |
| A.C. Schio (B = riserve)    | Schio (VI)              |                     |
| U.S. Taurus                 | Cogollo del Cengio (VI) |                     |
| A.C. Vicenza (B = riserve)  | Vicenza (VI)            |                     |
| U.S. Virtus                 | Valdagno (VI)           |                     |

#### Classifica finale
|  | Pos. | Squadra             | Pt | G  | V | N | P | GF | GS | DR |
|  | ---- | ------------------- | -- | -- | - | - | - | -- | -- | -- |
|  | 1.   | Schio B             | 21 | 14 |   |   |   |    |    |    |
|  | 2.   | Vicenza B           | 20 | 14 |   |   |   |    |    |    |
|  | 3.   | Malo                | 17 | 14 |   |   |   |    |    |    |
|  | 4.   | Virtus              | 15 | 14 |   |   |   |    |    |    |
|  | 5.   | Arsiero             | 13 | 14 |   |   |   |    |    |    |
|  | 5.   | Marzotto Valdagno B | 13 | 14 |   |   |   |    |    |    |
|  | 7.   | Taurus              | 8  | 14 |   |   |   |    |    |    |
|  | 8.   | Moretto Arzignano   | 5  | 14 |   |   |   |    |    |    |

Legenda:
      Ammesso alle semifinali regionali.
      Retrocesso in Seconda Divisione.
Regolamento:
Due punti a vittoria, uno a pareggio, zero a sconfitta.
Pari merito in caso di pari punti.

### Girone D

#### Squadre partecipanti
| Club                                | Città (provincia)        | Stagione precedente |
| ----------------------------------- | ------------------------ | ------------------- |
| A.C. Bassano (B = riserve)          | Bassano del Grappa (VI)  |                     |
| U.S. Breganze                       | Breganze (VI)            |                     |
| E.N.A.L. Carteburgo Lugo            | Lugo Vicentino (VI)      |                     |
| G.S. Giorgione Calcio (B = riserve) | Castelfranco Veneto (TV) |                     |
| U.S. Marosticense                   | Marostica (VI)           |                     |
| A.C. Thiene (B = riserve)           | Thiene (VI)              |                     |
| A.C. Tombolo                        | Tombolo (PD)             |                     |
| U.S. Toniolo Zanè                   | Zanè (VI)                |                     |

#### Classifica finale
|  | Pos. | Squadra      | Pt | G  | V | N | P | GF | GS | DR |
|  | ---- | ------------ | -- | -- | - | - | - | -- | -- | -- |
|  | 1.   | Marosticense | 23 | 14 |   |   |   |    |    |    |
|  | 2.   | Tombolo      | 19 | 14 |   |   |   |    |    |    |
|  | 3.   | Toniolo Zanè | 17 | 14 |   |   |   |    |    |    |
|  | 4.   | Bassano B    | 14 | 14 |   |   |   |    |    |    |
|  | 5.   | Breganze     | 13 | 14 |   |   |   |    |    |    |
|  | 6.   | Carteburgo   | 11 | 14 |   |   |   |    |    |    |
|  | 7.   | Giorgione B  | 8  | 14 |   |   |   |    |    |    |
|  | 8.   | Thiene B     | 7  | 14 |   |   |   |    |    |    |

Legenda:
      Ammesso alle semifinali regionali.
      Retrocesso in Seconda Divisione.
Regolamento:
Due punti a vittoria, uno a pareggio, zero a sconfitta.
Pari merito in caso di pari punti.

### Girone E

#### Squadre partecipanti
| Club                        | Città (provincia)       | Stagione precedente |
| --------------------------- | ----------------------- | ------------------- |
| U.S. Adriese                | Adria (RO)              |                     |
| A.S. Badia Polesine         | Badia Polesine (RO)     |                     |
| A.C. Casale di Scodosia     | Casale di Scodosia (PD) |                     |
| A.C. Castelmassa            | Castelmassa (RO)        |                     |
| U.S. Clodia                 | Chioggia (VE)           |                     |
| A.S. “Gino Conti” Cavarzere | Cavarzere (VE)          |                     |
| A.C. Este                   | Este (PD)               |                     |
| A.C. Montagnana             | Montagnana (PD)         |                     |
| A.C. Polesella              | Polesella (RO)          |                     |

#### Classifica finale
|  | Pos. | Squadra          | Pt | G  | V | N | P  | GF | GS | DR  |
|  | ---- | ---------------- | -- | -- | - | - | -- | -- | -- | --- |
|  | 1.   | Montagnana       | 22 | 16 | 9 | 4 | 3  | 27 | 14 | +13 |
|  | 2.   | Badia Polesine   | 21 | 16 | 9 | 3 | 4  | 21 | 12 | +9  |
|  | 3.   | Polesella        | 19 | 16 | 8 | 3 | 5  | 25 | 17 | +8  |
|  | 4.   | Adriese          | 18 | 16 | 8 | 2 | 6  | 22 | 15 | +7  |
|  | 5.   | Clodia (-1)      | 17 | 16 | 7 | 4 | 5  | 12 | 17 | -5  |
|  | 6.   | Este             | 16 | 16 | 6 | 4 | 6  | 18 | 20 | -2  |
|  | 7.   | Casale Scodosia  | 12 | 16 | 3 | 6 | 7  | 16 | 19 | -3  |
|  | 8.   | Castelmassa (-1) | 10 | 16 | 2 | 7 | 7  | 8  | 26 | -18 |
|  | 9.   | Conti Cavarzere  | 7  | 16 | 2 | 3 | 11 | 13 | 22 | -9  |

Legenda:
      Ammesso alle semifinali regionali.
      Retrocesso in Seconda Divisione.
Regolamento:
Due punti a vittoria, uno a pareggio, zero a sconfitta.
Pari merito in caso di pari punti.
Note:
Clodia e Castelmassa hanno scontato 1 punto di penalizzazione in classifica per una rinuncia.
Il Clodia è promosso d'ufficio in Serie C 1946-1947 su ricorso al Consiglio Federale.

### Girone F
| Club                            | Città (provincia)        | Stagione precedente |
| ------------------------------- | ------------------------ | ------------------- |
| A.C. Carpenedese                | Venezia                  |                     |
| C.S. Dolo                       | Dolo (VE)                |                     |
| U.S. Mestrina (B = riserve)     | Venezia                  |                     |
| A.C. Mira                       | Mira (VE)                |                     |
| U.S. Miranese                   | Mirano (VE)              |                     |
| A.C. Padova (B = riserve)       | Padova                   |                     |
| Pol. Plateola                   | Piazzola sul Brenta (PD) |                     |
| A.C. Pro Mogliano (B = riserve) | Mogliano Veneto (TV)     |                     |
| U.S. Virtus                     | Noale (VE)               |                     |

#### Classifica finale
|  | Pos. | Squadra        | Pt | G  | V | N | P  | GF | GS | DR |
|  | ---- | -------------- | -- | -- | - | - | -- | -- | -- | -- |
|  | 1.   | Miranese       | 24 | 16 |   |   |    |    |    |    |
|  | 1.   | Padova B       | 24 | 16 |   |   |    |    |    |    |
|  | 3.   | Dolo           | 22 | 16 |   |   |    |    |    |    |
|  | 4.   | Plateola       | 20 | 16 |   |   |    |    |    |    |
|  | 5.   | Mestrina B     | 16 | 16 |   |   |    |    |    |    |
|  | 6.   | Pro Mogliano B | 15 | 16 |   |   |    |    |    |    |
|  | 7.   | Carpenedese    | 12 | 16 |   |   |    |    |    |    |
|  | 8.   | Virtus         | 11 | 16 |   |   |    |    |    |    |
|  | 9.   | Mira           | 0  | 16 | 0 | 0 | 16 |    |    |    |

Legenda:
      Ammesso alle semifinali regionali.
      Retrocesso in Seconda Divisione.
Regolamento:
Due punti a vittoria, uno a pareggio, zero a sconfitta.
Pari merito in caso di pari punti.
Note:
Il Dolo è promosso d'ufficio in Serie C 1946-1947 su ricorso al Consiglio Federale.

### Girone G

#### Squadre partecipanti
| Club                       | Città (provincia)    | Stagione precedente |
| -------------------------- | -------------------- | ------------------- |
| Amatori Venezia            | Venezia (VE)         |                     |
| Conterie Murano            | Murano, Venezia (VE) |                     |
| Fortitudo Malamocco        | Venezia (VE)         |                     |
| Giudecca                   | Venezia (VE)         |                     |
| Lido Venezia               | Venezia (VE)         |                     |
| U.S. Muranese              | Murano, Venezia (VE) |                     |
| Pro Venezia                | Venezia (VE)         |                     |
| Sant'Elena                 | Venezia (VE)         |                     |
| Serenissima                | Venezia (VE)         |                     |
| A.C. Venezia (B = riserve) | Venezia (VE)         |                     |

#### Classifica finale
|  | Pos. | Squadra             | Pt | G  | V | N | P | GF | GS | DR |
|  | ---- | ------------------- | -- | -- | - | - | - | -- | -- | -- |
|  | 1.   | Conterie Murano     | 33 | 18 |   |   |   |    |    |    |
|  | 2.   | Venezia B           | 28 | 18 |   |   |   |    |    |    |
|  | 3.   | Lido Venezia        | 24 | 18 |   |   |   |    |    |    |
|  | 3.   | Amatori Venezia     | 24 | 18 |   |   |   |    |    |    |
|  | 5.   | Giudecca            | 18 | 18 |   |   |   |    |    |    |
|  | 6.   | Fortitudo Malamocco | 16 | 18 |   |   |   |    |    |    |
|  | 7.   | Serenissima         | 15 | 18 |   |   |   |    |    |    |
|  | 8.   | Muranese (-2)       | 12 | 18 |   |   |   |    |    |    |
|  | 9.   | Pro Venezia         | 6  | 18 |   |   |   |    |    |    |
|  | 10.  | Sant'Elena (-2)     | 0  | 18 |   |   |   |    |    |    |

Legenda:
      Ammesso alle semifinali regionali.
      Retrocesso in Seconda Divisione.
Regolamento:
Due punti a vittoria, uno a pareggio, zero a sconfitta.
Pari merito in caso di pari punti.
Note:
Muranese e Sant'Elena hanno scontato 2 punti di penalizzazione in classifica per due rinunce.

### Girone H

#### Squadre partecipanti
| Club                 | Città (provincia)         | Stagione precedente |
| -------------------- | ------------------------- | ------------------- |
| A.S. Cessalto        | Cessalto (TV)             |                     |
| Città di Musile      | Musile di Piave (VE)      |                     |
| A.C. Fossalta        | Fossalta di Piave (VE)    |                     |
| A.C. Jesolo          | Jesolo (VE)               |                     |
| U.S. La Rondine      | Meolo (VE)                |                     |
| S.S. Libertas Ceggia | Ceggia (VE)               |                     |
| U.S. Noventa         | Noventa di Piave (VE)     |                     |
| A.C. Portogruaro     | Portogruaro (VE)          |                     |
| A.C. San Stino       | San Stino di Livenza (VE) |                     |

#### Classifica finale
|  | Pos. | Squadra         | Pt | G  | V | N | P | GF | GS | DR |
|  | ---- | --------------- | -- | -- | - | - | - | -- | -- | -- |
|  | 1.   | Portogruaro     | 27 | 16 |   |   |   |    |    |    |
|  | 2.   | Libertas Ceggia | 23 | 16 |   |   |   |    |    |    |
|  | 3.   | Fossalta Piave  | 19 | 16 |   |   |   |    |    |    |
|  | 3.   | Jesolo          | 19 | 16 |   |   |   |    |    |    |
|  | 5.   | Musile          | 16 | 16 |   |   |   |    |    |    |
|  | 5.   | Cessalto        | 16 | 16 |   |   |   |    |    |    |
|  | 7.   | Noventa         | 11 | 16 |   |   |   |    |    |    |
|  | 8.   | San Stino (-2)  | 9  | 16 |   |   |   |    |    |    |
|  | 9.   | La Rondine      | 8  | 16 |   |   |   |    |    |    |

Legenda:
      Ammesso alle semifinali regionali.
      Retrocesso in Seconda Divisione.
Regolamento:
Due punti a vittoria, uno a pareggio, zero a sconfitta.
Pari merito in caso di pari punti.
Note:
San Stino ha scontato 2 punti di penalizzazione in classifica per due rinunce.

### Girone I

#### Squadre partecipanti
| Club                               | Città (provincia) | Stagione precedente |
| ---------------------------------- | ----------------- | ------------------- |
| A.C. Belluno (B = riserve)         | Belluno (BL)      |                     |
| C.S. Coneglianese                  | Conegliano (TV)   |                     |
| Metallurgica Feltrina              | Feltre (BL)       |                     |
| U.S. Opitergina                    | Oderzo (TV)       |                     |
| Opitergium                         | Oderzo (TV)       |                     |
| S.S. Sacilese                      | Sacile (PN)       |                     |
| C.S. Spresiano                     | Spresiano (TV)    |                     |
| A.C. Treviso (B = riserve)         | Treviso (TV)      |                     |
| A.S. Vittorio Veneto (B = riserve) | Treviso (TV)      |                     |

#### Classifica finale
|  | Pos. | Squadra               | Pt | G  | V  | N | P  | GF | GS | DR  |
|  | ---- | --------------------- | -- | -- | -- | - | -- | -- | -- | --- |
|  | 1.   | Coneglianese          | 26 | 16 | 12 | 2 | 2  | 52 | 16 | +36 |
|  | 2.   | Sacilese              | 24 | 16 | 12 | 0 | 4  | 37 | 16 | +21 |
|  | 3.   | Opitergina            | 22 | 16 | 8  | 6 | 2  | 36 | 18 | +18 |
|  | 4.   | Belluno B             | 18 | 16 | 8  | 2 | 6  | 21 | 24 | -3  |
|  | 5.   | Treviso B             | 15 | 16 | 5  | 5 | 6  | 32 | 31 | +1  |
|  | 6.   | Spresiano             | 14 | 16 | 6  | 2 | 8  | 33 | 35 | -2  |
|  | 7.   | Vittorio Veneto B     | 9  | 16 | 4  | 1 | 11 | 20 | 33 | -13 |
|  | 7.   | Opitergium            | 9  | 16 | 4  | 1 | 11 | 18 | 45 | -27 |
|  | 9.   | Metallurgica Feltrina | 7  | 16 | 2  | 3 | 11 | 18 | 49 | -31 |

Legenda:
      Ammesso alle semifinali regionali.
      Retrocesso in Seconda Divisione.
Regolamento:
Due punti a vittoria, uno a pareggio, zero a sconfitta.
Pari merito in caso di pari punti.

### Girone A semifinali Veneto

#### Classifica finale
|  | Pos. | Squadra         | Pt | G | V | N | P | GF | GS | DR |
|  | ---- | --------------- | -- | - | - | - | - | -- | -- | -- |
|  | 1.   | Casteldariese   | 9  | 6 | 4 | 1 | 1 | 6  | 3  | +3 |
|  | 2.   | Miranese        | 8  | 6 | 2 | 4 | 0 | 8  | 3  | +5 |
|  | 3.   | Malo            | 4  | 6 | 1 | 2 | 3 | 6  | 7  | -1 |
|  | 4.   | Libertas Ceggia | 3  | 6 | 0 | 3 | 3 | 4  | 11 | -7 |

Legenda:
      Ammesso alle finali per la promozione in Serie C 1946-1947.
Regolamento:
Due punti a vittoria, uno a pareggio, zero a sconfitta.
Note:
Il Malo è ammesso al campionato di Serie C 1946-1947 dopo le finali regionali.

### Girone B semifinali Veneto

#### Classifica finale
|  | Pos. | Squadra         | Pt | G | V | N | P | GF | GS | DR |
|  | ---- | --------------- | -- | - | - | - | - | -- | -- | -- |
|  | 1.   | Badia Polesine  | 9  | 6 | 4 | 1 | 1 | 11 | 6  | +5 |
|  | 2.   | Conterie Murano | 9  | 6 | 3 | 1 | 2 | 9  | 8  | +1 |
|  | 3.   | Coneglianese    | 6  | 6 | 3 | 0 | 3 | 7  | 8  | -1 |
|  | 4.   | Portogruaro     | 0  | 6 | 1 | 0 | 5 | 3  | 8  | -5 |

Legenda:
      Ammesso alle finali per la promozione in Serie C 1946-1947.
Regolamento:
Due punti a vittoria, uno a pareggio, zero a sconfitta.
Note:
Coneglianese e Portogruaro ammesse poi alla Serie C 1946-1947.

### Spareggio per il 1º posto in classifica
|                | Risultati |                 | Luogo e data   |
| -------------- | --------- | --------------- | -------------- |
| Badia Polesine | 5 - 0     | Conterie Murano | ??, ?? ?? 1946 |
|                |           |                 |                |

### Girone C semifinali Veneto

#### Classifica finale
|  | Pos. | Squadra      | Pt | G | V | N | P | GF | GS | DR |
|  | ---- | ------------ | -- | - | - | - | - | -- | -- | -- |
|  | 1.   | Cadidavid    | 11 | 6 |   |   |   |    |    |    |
|  | 2.   | Montagnana   | 4  | 6 |   |   |   |    |    |    |
|  | 2.   | Marosticense | 4  | 6 |   |   |   |    |    |    |
|  | 2.   | Ostiglia     | 4  | 6 |   |   |   |    |    |    |

Legenda:
      Ammesso alle finali per la promozione in Serie C 1946-1947.
Regolamento:
Due punti a vittoria, uno a pareggio, zero a sconfitta.
Note:
Il Montagnana è ammesso in Serie C 1946-1947 dopo le finali regionali.

### Girone finale

#### Classifica finale
|  | Pos. | Squadra        | Pt | G | V | N | P | GF | GS | DR |
|  | ---- | -------------- | -- | - | - | - | - | -- | -- | -- |
|  | 1.   | Cadidavid      | 5  | 4 |   |   |   |    |    |    |
|  | 2.   | Casteldariese  | 4  | 4 |   |   |   |    |    |    |
|  | 3.   | Badia Polesine | 3  | 4 |   |   |   |    |    |    |

Legenda:
      Campione veneto di Prima Divisione.
Regolamento:
Due punti a vittoria, uno a pareggio, zero a sconfitta.
Note:
Il Cadidavid Verona rinuncia alla promozione in Serie C 1946-1947.
Il Badia Polesine è ammesso in Serie C 1946-1947 dopo le finali regionali.

## Venezia Tridentina

### Girone A

#### Squadre partecipanti
| Club                      | Città (provincia)   | Stagione precedente |
| ------------------------- | ------------------- | ------------------- |
| S.S. Benacense            | Riva del Garda (TN) |                     |
| C.S. Juventina            | Trento              |                     |
| U.S. "La Quercia"         | Rovereto (TN)       |                     |
| Pro Trento                | Trento              |                     |
| S.S. Olivo                | Arco (TN)           |                     |
| U.S. Rovereto             | Rovereto (TN)       |                     |
| S.S. San Giorgio          | Rovereto (TN)       |                     |
| A.C. Trento (B = riserve) | Trento              |                     |

#### Classifica finale
|  | Pos. | Squadra        | Pt | G  | V | N | P | GF | GS | DR |
|  | ---- | -------------- | -- | -- | - | - | - | -- | -- | -- |
|  | 1.   | Benacense 1905 | ?? | 14 |   |   |   |    |    |    |
|  | 2.   | Olivo          | ?? | 14 |   |   |   |    |    |    |
|  | 3.   | ???            | ?? | 14 |   |   |   |    |    |    |
|  | 4.   | ???            | ?? | 14 |   |   |   |    |    |    |
|  | 5.   | ???            | ?? | 14 |   |   |   |    |    |    |
|  | 6.   | ???            | ?? | 14 |   |   |   |    |    |    |
|  | 7.   | ???            | ?? | 14 |   |   |   |    |    |    |
|  | 8.   | ???            | ?? | 14 |   |   |   |    |    |    |

Legenda:
      Ammesso alle finali regionali.
      Retrocesso in Seconda Divisione.
Regolamento:
Due punti a vittoria, uno a pareggio, zero a sconfitta.
Pari merito in caso di pari punti.
Note:
Rovereto ammesso d'ufficio in Serie C 1946-1947 dalla FIGC per allargamento dei quadri.

### Girone B

#### Squadre partecipanti
| Club                       | Città (provincia) | Stagione precedente |
| -------------------------- | ----------------- | ------------------- |
| A.C. Bolzano (B = riserve) | Bolzano           |                     |
| U.S. Bressanone            | Bressanone (BZ)   |                     |
| A.C. Brunico               | Brunico (BZ)      |                     |
| U.S. Meranese              | Merano (BZ)       |                     |
| Merano Sportiva            | Merano (BZ)       |                     |
| U.S. Oltrisarco            | Bolzano           |                     |

#### Classifica finale
|  | Pos. | Squadra         | Pt | G  | V | N | P | GF | GS | DR |
|  | ---- | --------------- | -- | -- | - | - | - | -- | -- | -- |
|  | 1.   | Merano Sportiva | 16 | 10 |   |   |   |    |    |    |
|  | 2.   | Meranese        | 14 | 10 |   |   |   |    |    |    |
|  | 2.   | Bressanone      | 14 | 10 |   |   |   |    |    |    |
|  | 4.   | Bolzano B       | 11 | 10 |   |   |   |    |    |    |
|  | 5.   | Brunico         | 3  | 10 |   |   |   |    |    |    |
|  | 6.   | Oltrisarco      | 2  | 10 |   |   |   |    |    |    |

Legenda:
      Ammesso alle finali regionali.
      Retrocesso in Seconda Divisione.
Regolamento:
Due punti a vittoria, uno a pareggio, zero a sconfitta.
Pari merito in caso di pari punti.
Note:
Bressanone ammesso d'ufficio in Serie C 1946-1947 dalla FIGC per allargamento dei quadri.

### Spareggio qualificazione
|          | Risultati |            | Luogo e data            |
| -------- | --------- | ---------- | ----------------------- |
| Meranese | 4 - 1     | Bressanone | Bolzano, 12 maggio 1946 |
|          |           |            |                         |

Nota bene: Il Bressanone ha perso lo spareggio ma viene ammesso alle finali per un presunto uso irregolare di giocatori da parte della Meranese nella gara di qualificazione.. Dopo alcune giornate la Meranese è successivamente riammessa alle finali, per aver vinto ricorso.

### Girone finale

#### Classifica finale
|  | Pos. | Squadra         | Pt | G | V | N | P | GF | GS | DR |
|  | ---- | --------------- | -- | - | - | - | - | -- | -- | -- |
|  | 1.   | Merano Sportiva | 9  | 6 | 4 | 1 | 1 | 12 | 7  | +5 |
|  | 2.   | Benacense 1905  | 5  | 5 | 2 | 1 | 2 | 5  | 7  | -2 |
|  | 3.   | Meranese        | 3  | 5 | 1 | 1 | 3 | 6  | 8  | -2 |
|  | 4.   | Olivo           | 3  | 4 | 1 | 1 | 2 | 8  | 9  | -1 |

Legenda:
      Promosso in Serie C 1946-1947.
Regolamento:
Due punti a vittoria, uno a pareggio, zero a sconfitta.
Note:
Mancanno i risultati di Olivo-Benacense e Meranese-Olivo.
- Bressanone e Rovereto ammesse d'ufficio in Serie C 1946-1947 dalla FIGC per allargamento dei quadri.

## Friuli-Venezia Giulia

### Girone A

#### Squadre partecipanti
| Club                       | Città (provincia)            | Stagione precedente |
| -------------------------- | ---------------------------- | ------------------- |
| A.C. Amadio Cecchella (-1) | Aviano (UD)                  |                     |
| A.C. Basiliano             | Basiliano (UD)               |                     |
| S.A.S. Casarsa             | Casarsa della Delizia (UD)   |                     |
| A.C. Chiasiellis           | Mortegliano (UD)             |                     |
| U.S. Codroipese            | Codroipo (UD)                |                     |
| A.C. Mortegliano           | Mortegliano (UD)             |                     |
| S.S. Nanutti Beltrame      | Maniago (UD)                 |                     |
| A.C. Pozzuolo              | Pozzuolo del Friuli (UD)     |                     |
| U.S. Rivignano             | Rivignano (UD)               |                     |
| A.C. Sant'Osvaldo          | Udine                        |                     |
| U.S. Sanvitese             | San Vito al Tagliamento (UD) |                     |
| U.S. Spilimbergo           | Spilimbergo (UD              |                     |
| U.S. Valvasone             | Valvasone Arzene (UD)        |                     |
| A.C. Zoppola               | Zoppola (UD                  |                     |

#### Classifica finale
|  | Pos. | Squadra      | Pt | G  | V | N | P | GF | GS | DR |
|  | ---- | ------------ | -- | -- | - | - | - | -- | -- | -- |
|  | 1.   | Casarsa      | 38 | 26 |   |   |   |    |    |    |
|  | 2.   | Basiliano    | 37 | 26 |   |   |   |    |    |    |
|  | 2.   | Sant'Osvaldo | 37 | 26 |   |   |   |    |    |    |
|  | 2.   | Mortegliano  | 37 | 26 |   |   |   |    |    |    |
|  | 5.   | ???          | ?? | 26 |   |   |   |    |    |    |
|  | 6.   | ???          | ?? | 26 |   |   |   |    |    |    |
|  | 7.   | ???          | ?? | 26 |   |   |   |    |    |    |
|  | 8.   | ???          | ?? | 26 |   |   |   |    |    |    |
|  | 9.   | ???          | ?? | 26 |   |   |   |    |    |    |
|  | 10.  | ???          | ?? | 26 |   |   |   |    |    |    |
|  | 11.  | ???          | ?? | 26 |   |   |   |    |    |    |
|  | 12.  | ???          | ?? | 26 |   |   |   |    |    |    |
|  | 13.  | ???          | ?? | 26 |   |   |   |    |    |    |
|  | 14.  | ???          | ?? | 26 |   |   |   |    |    |    |

Legenda:
      Ammesso alle finali regionali.
Regolamento:
Due punti a vittoria, uno a pareggio, zero a sconfitta.
Pari merito in caso di pari punti.

### Spareggio per l'accesso alle finali
|           | Risultato |             | Luogo e data          |
| --------- | --------- | ----------- | --------------------- |
| Basiliano | 3 - 2     | Mortegliano | Udine, 13 giugno 1946 |
|           |           |             |                       |

|              | Risultato   |             | Luogo e data          |
| ------------ | ----------- | ----------- | --------------------- |
| Sant'Osvaldo | 1 - 1 (dts) | Mortegliano | Udine, 16 giugno 1946 |
|              |             |             |                       |

#### Ripetizione
|              | Risultato   |             | Luogo e data          |
| ------------ | ----------- | ----------- | --------------------- |
| Sant'Osvaldo | 0 - 0 (dts) | Mortigliano | Udine, 17 giugno 1946 |
|              |             |             |                       |

|              | Risultato |             | Luogo e data          |
| ------------ | --------- | ----------- | --------------------- |
| Sant'Osvaldo | 5 - 0     | Mortigliano | Udine, 20 giugno 1946 |
|              |           |             |                       |

### Girone B

#### Squadre partecipanti
| Club                | Città (provincia)           | Stagione precedente |
| ------------------- | --------------------------- | ------------------- |
| S.S. Aurora         | Remanzacco (UD)             |                     |
| U.G. Carnica        | Villa Santina (UD)          |                     |
| A.C. Cividalese     | Cividale del Friuli (UD)    |                     |
| A.C. Ancora Fagagna | Fagagna (UD)                |                     |
| A.S. Gemonese       | Gemona del Friuli (UD)      |                     |
| A.C. Majano         | Majano (UD)                 |                     |
| A.C. Martignacco    | Martignacco (UD)            |                     |
| U.S. Olimpia        | Udine                       |                     |
| A.S. Pro Tolmezzo   | Tolmezzo (UD)               |                     |
| A.C. San Daniele    | San Daniele del Friuli (UD) |                     |
| A.S. San Gottardo   | Udine                       |                     |
| U.S. Serenissima    | Pradamano (UD)              |                     |
| A.C. Tarcentina     | Tarcento (UD)               |                     |
| A.C. Tricesimo      | Tricesimo (UD)              |                     |

#### Classifica finale
|  | Pos. | Squadra      | Pt | G  | V | N | P | GF | GS | DR |
|  | ---- | ------------ | -- | -- | - | - | - | -- | -- | -- |
|  | 1.   | Tarcentina   | ?? | 26 |   |   |   |    |    |    |
|  | ?.   | Cividalese   | ?? | 26 |   |   |   |    |    |    |
|  | ?.   | Martignacco  | ?? | 26 |   |   |   |    |    |    |
|  | 4.   | ???          | ?? | 26 |   |   |   |    |    |    |
|  | 5.   | Pro Tolmezzo | ?? | 26 |   |   |   |    |    |    |
|  | 6.   | ???          | ?? | 26 |   |   |   |    |    |    |
|  | 7.   | ???          | ?? | 26 |   |   |   |    |    |    |
|  | 8.   | ???          | ?? | 26 |   |   |   |    |    |    |
|  | 9.   | Tricesimo    | 23 | 26 |   |   |   |    |    |    |
|  | 10.  | ???          | ?? | 26 |   |   |   |    |    |    |
|  | 11.  | ???          | ?? | 26 |   |   |   |    |    |    |
|  | 12.  | ???          | ?? | 26 |   |   |   |    |    |    |
|  | 13.  | ???          | ?? | 26 |   |   |   |    |    |    |
|  | 14.  | ???          | ?? | 26 |   |   |   |    |    |    |

Legenda:
      Ammesso alle finali regionali.
Regolamento:
Due punti a vittoria, uno a pareggio, zero a sconfitta.
Pari merito in caso di pari punti.

### Girone C

#### Squadre partecipanti
| Club             | Città (provincia)          | Stagione precedente |
| ---------------- | -------------------------- | ------------------- |
| S.P. Aiello      | Aiello del Friuli (UD)     |                     |
| A.S. Aquileia    | Aquileia (UD)              |                     |
| A.S. Fiumicello  | Fiumicello (UD)            |                     |
| Pro Grado        | Grado (GO)                 |                     |
| A.S. Juventus    | Trieste                    |                     |
| A.S. Latisanese  | Latisana (UD)              |                     |
| A.C. Palmanova   | Palmanova (UD)             |                     |
| A.S. Pro Romans  | Romans d'Isonzo (GO)       |                     |
| S.S. Sangiorgina | San Giorgio di Nogaro (UD) |                     |

#### Classifica finale
|  | Pos. | Squadra     | Pt | G  | V | N | P | GF | GS | DR |
|  | ---- | ----------- | -- | -- | - | - | - | -- | -- | -- |
|  | ?.   | Palmanova   | ?? | 16 |   |   |   |    |    |    |
|  | ?.   | Sangiorgina | ?? | 16 |   |   |   |    |    |    |
|  | ?.   | Aiello      | ?? | 16 |   |   |   |    |    |    |
|  | 4.   | ???         | ?? | 16 |   |   |   |    |    |    |
|  | 5.   | ???         | ?? | 16 |   |   |   |    |    |    |
|  | 6.   | ???         | ?? | 16 |   |   |   |    |    |    |
|  | 7.   | ???         | ?? | 16 |   |   |   |    |    |    |
|  | 8.   | ???         | ?? | 16 |   |   |   |    |    |    |
|  | 9.   | ???         | ?? | 16 |   |   |   |    |    |    |

Legenda:
      Ammesso alle finali regionali.
Regolamento:
Due punti a vittoria, uno a pareggio, zero a sconfitta.
Pari merito in caso di pari punti.

### Girone D

#### Squadre partecipanti
| Club                          | Città (provincia)         | Stagione precedente |
| ----------------------------- | ------------------------- | ------------------- |
| C.R.D.A. Monfalcone           | Monfalcone (GO)           |                     |
| U.S. Capodistriana            | Capodistria (PL)          |                     |
| A.S. Libertas Trieste         | Trieste                   |                     |
| U.S. Sagrado (B = riserve)    | Sagrado (GO)              |                     |
| A.S. San Canciano             | San Canzian d'Isonzo (GO) |                     |
| S.S. San Giovanni             | Trieste                   |                     |
| S.S. Isonzo San Pier d'Isonzo | San Pier d'Isonzo (GO)    |                     |
| U.S. Triestina (B = riserve)  | Trieste                   |                     |
| A.C. Vittoria                 | Monfalcone (GO)           |                     |

#### Classifica finale
|  | Pos. | Squadra              | Pt | G  | V | N | P | GF | GS | DR |
|  | ---- | -------------------- | -- | -- | - | - | - | -- | -- | -- |
|  | ?.   | Libertas Trieste     | ?? | 16 |   |   |   |    |    |    |
|  | ?.   | San Giovanni Trieste | ?? | 16 |   |   |   |    |    |    |
|  | ?.   | Capodistriana        | ?? | 16 |   |   |   |    |    |    |
|  | 4.   | ???                  | ?? | 16 |   |   |   |    |    |    |
|  | 5.   | ???                  | ?? | 16 |   |   |   |    |    |    |
|  | 6.   | ???                  | ?? | 16 |   |   |   |    |    |    |
|  | 7.   | ???                  | ?? | 16 |   |   |   |    |    |    |
|  | 8.   | ???                  | ?? | 16 |   |   |   |    |    |    |
|  | 9.   | ???                  | ?? | 16 |   |   |   |    |    |    |

Legenda:
      Ammesso alle finali regionali.
Regolamento:
Due punti a vittoria, uno a pareggio, zero a sconfitta.
Pari merito in caso di pari punti.

### Finali regionali

#### Girone finale A
|  | Pos. | Squadra          | Pt | G | V | N | P | GF | GS | DR |
|  | ---- | ---------------- | -- | - | - | - | - | -- | -- | -- |
|  | 1.   | Cividalese       | 8  | 6 | 2 | 4 | 0 | 5  | 2  | +3 |
|  | 2.   | Libertas Trieste | 7  | 6 | 2 | 3 | 1 | 10 | 5  | +5 |
|  | 3.   | Casarsa          | 5  | 6 | 1 | 3 | 2 | 8  | 11 | -3 |
|  | 4.   | Palmanova        | 4  | 6 | 1 | 2 | 3 | 7  | 12 | -5 |

Legenda:
      Promosso in Serie C 1946-1947.
Regolamento:
Due punti a vittoria, uno a pareggio, zero a sconfitta.

#### Girone finale B
|  | Pos. | Squadra              | Pt | G | V | N | P | GF | GS | DR |
|  | ---- | -------------------- | -- | - | - | - | - | -- | -- | -- |
|  | 1.   | Sangiorgina          | 10 | 6 | 5 | 0 | 1 | 11 | 3  | +8 |
|  | 2.   | Martignacco          | 7  | 6 | 3 | 1 | 2 | 11 | 7  | +4 |
|  | 3.   | Basiliano            | 5  | 6 | 2 | 1 | 3 | 7  | 10 | -3 |
|  | 4.   | San Giovanni Trieste | 2  | 6 | 0 | 2 | 4 | 6  | 15 | -9 |

Legenda:
      Promosso in Serie C 1946-1947.
Regolamento:
Due punti a vittoria, uno a pareggio, zero a sconfitta.

#### Girone finale C
|  | Pos. | Squadra       | Pt       | G | V | N | P | GF | GS | DR |
|  | ---- | ------------- | -------- | - | - | - | - | -- | -- | -- |
|  | 1.   | Tarcentina    | 5        | 3 | 2 | 1 | 0 | 3  | 1  | +2 |
|  | 2.   | Aiello        | 3        | 4 | 1 | 1 | 2 | 4  | 5  | -1 |
|  | 3.   | Sant'Osvaldo  | 2        | 3 | 1 | 0 | 2 | 3  | 4  | -1 |
|  | --   | Capodistriana | Ritirata |   |   |   |   |    |    |    |

Legenda:
      Promosso in Serie C 1946-1947.
Regolamento:
Due punti a vittoria, uno a pareggio, zero a sconfitta.
Note:
Manca il risultato dell'incontro tra Tarcentina-Sant'Osvaldo.

### Finalissima per il titolo
- La Lega Giuliana determina un girone all'italiana per la disputa del titolo regionale. La prima di queste due partite ha disignato Cividalese e Tarcentina.

|            | Risultati |             | Luogo e data          |
| ---------- | --------- | ----------- | --------------------- |
| Cividalese | 3-2       | Tarcentina  | Udine, 28 luglio 1946 |
|            |           |             |                       |
| Cividalese | 0-1       | Sangiorgina | Udine, 4 agosto 1946  |
|            |           |             |                       |

- Sangiorgina campione regionale dopo aver battuto la Cividalese e promossa in Serie C 1946-1947.

#### Verdetti finali
- Palmanova promosso in Serie C 1946-1947 dopo spareggio con la Pro Romans (risultati: 1-1 e 1-0).
- Libertas Trieste promossa in Serie C 1946-1947 dopo spareggio con il Casarsa (risultati: 1-1 e 3-1).

## Toscana

### Girone A

#### Squadre partecipanti
| Club                 | Città (provincia)                     | Stagione precedente |
| -------------------- | ------------------------------------- | ------------------- |
| Andrea Doria         | Lucca                                 |                     |
| A.S. Antignano       | Livorno                               |                     |
| A.S. Ardenza         | Livorno                               |                     |
| Binelli              | Carrara                               |                     |
| A.C. Collesalvetti   | Collesalvetti (LI)                    |                     |
| U.S. Forte dei Marmi | Forte dei Marmi (LU)                  |                     |
| U.S. Massese         | Massa                                 |                     |
| A.C. Pietrasanta     | Pietrasanta (LU)                      |                     |
| U.S. Pontasserchio   | San Giuliano Terme-Pontasserchio (PI) |                     |
| G.S. Stella Rossa    | Livorno                               |                     |
| U.P.E. Fossola       | Carrara                               |                     |

#### Classifica finale
|  | Pos. | Squadra | Pt | G  | V  | N | P | GF | GS | DR  |
|  | ---- | ------- | -- | -- | -- | - | - | -- | -- | --- |
|  | 1.   | Massese | 35 | 20 | 15 | 5 | 0 | 83 | 12 | +71 |
|  | 2.   | ???     | ?? | 20 |    |   |   |    |    |     |
|  | 3.   | ???     | ?? | 20 |    |   |   |    |    |     |
|  | 4.   | ???     | ?? | 20 |    |   |   |    |    |     |
|  | 5.   | ???     | ?? | 20 |    |   |   |    |    |     |
|  | 6.   | ???     | ?? | 20 |    |   |   |    |    |     |
|  | 7.   | ???     | ?? | 20 |    |   |   |    |    |     |
|  | 8.   | ???     | ?? | 20 |    |   |   |    |    |     |
|  | 9.   | ???     | ?? | 20 |    |   |   |    |    |     |
|  | 10.  | ???     | ?? | 20 |    |   |   |    |    |     |
|  | 11.  | ???     | ?? | 20 |    |   |   |    |    |     |

Legenda:
      Ammesso alle finali regionali.
      Retrocesso in Seconda Divisione.
Regolamento:
Due punti a vittoria, uno a pareggio, zero a sconfitta.
Pari merito in caso di pari punti.
Note:
Forte dei Marmi riammesso di diritto in Serie C 1946-1947 in virtù del titolo sportivo del 1943.
Stella Rossa Livorno ammesso d'ufficio in Serie C 1946-1947 su ricorso al Consiglio federale.
Pontasserchio ammesso d'ufficio in Serie C 1946-1947 dalla FIGC.

### Girone B

#### Squadre partecipanti
| Club           | Città (provincia)     | Stagione precedente |
| -------------- | --------------------- | ------------------- |
| S.S. Alfa      | Firenze               |                     |
| S.S. Lanciotto | Campi Bisenzio (FI)   |                     |
| A.S. Sestese   | Sesto Fiorentino (FI) |                     |
| ?              | ?                     |                     |
| ?              | ?                     |                     |
| ?              | ?                     |                     |

#### Classifica finale
|  | Pos. | Squadra | Pt | G  | V | N | P | GF | GS | DR |
|  | ---- | ------- | -- | -- | - | - | - | -- | -- | -- |
|  | 1.   | Alfa    | ?? | 20 |   |   |   |    |    |    |
|  | 2.   | ???     | ?? | 20 |   |   |   |    |    |    |
|  | 3.   | ???     | ?? | 20 |   |   |   |    |    |    |
|  | 4.   | ???     | ?? | 20 |   |   |   |    |    |    |
|  | 5.   | ???     | ?? | 20 |   |   |   |    |    |    |
|  | 6.   | ???     | ?? | 20 |   |   |   |    |    |    |
|  | 7.   | ???     | ?? | 20 |   |   |   |    |    |    |
|  | 8.   | ???     | ?? | 20 |   |   |   |    |    |    |
|  | 9.   | ???     | ?? | 20 |   |   |   |    |    |    |
|  | 10.  | ???     | ?? | 20 |   |   |   |    |    |    |
|  | 11.  | ???     | ?? | 20 |   |   |   |    |    |    |

Legenda:
      Ammesso alle finali regionali.
      Retrocesso in Seconda Divisione.
Regolamento:
Due punti a vittoria, uno a pareggio, zero a sconfitta.
Pari merito in caso di pari punti.
Note:
Sestese e Lanciotto Campi Bisenzio ammessi d'ufficio in Serie C 1946-1947 dalla FIGC.

### Girone C

#### Squadre partecipanti
| Club                       | Città (provincia)          | Stagione precedente |
| -------------------------- | -------------------------- | ------------------- |
| U.S. Borgo a Buggiano      | Borgo a Buggiano (PI)      |                     |
| G.S. C.R.A.L. Castelfranco | Castelfranco di Sotto (PI) |                     |
| U.S. Chiesina Uzzanese     | Chiesina Uzzanese (PT)     |                     |
| A.C. Fucecchiese           | Fucecchio (FI)             |                     |
| Pol. Margine Coperta       | Massa e Cozzile (PT)       |                     |
| U.S. Monsummanese          | Monsummano Terme (PT)      |                     |
| A.S. Montecatini           | Montecatini Terme (PT)     |                     |
| U.S. Pescia                | Pescia (PT)                |                     |
| U.S. Ponte Buggianese      | Ponte Buggianese (PT)      |                     |
| A.S. San Miniato           | San Miniato (PI)           |                     |
| U.S. Santa Croce sull'Arno | Santa Croce sull'Arno (PI) |                     |

#### Classifica finale
|  | Pos. | Squadra               | Pt | G  | V  | N | P  | GF | GS | DR  |
|  | ---- | --------------------- | -- | -- | -- | - | -- | -- | -- | --- |
|  | 1.   | Monsummanese          | 29 | 20 | 13 | 3 | 4  | 43 | 17 | +26 |
|  | 2.   | Borgo a Buggiano      | 24 | 20 | 10 | 4 | 6  | 33 | 29 | +4  |
|  | 3.   | Margine Coperta       | 22 | 20 | 8  | 6 | 6  | 30 | 28 | +2  |
|  | 3.   | Fucecchiese           | 22 | 20 | 8  | 6 | 6  | 36 | 34 | +2  |
|  | 5.   | Chiesina Uzzanese     | 21 | 20 | 8  | 5 | 7  | 32 | 33 | -1  |
|  | 6.   | Castelfranco          | 20 | 20 | 7  | 6 | 7  | 33 | 31 | +2  |
|  | 7.   | San Miniato (-1)      | 18 | 20 | 8  | 3 | 9  | 32 | 33 | -1  |
|  | 7.   | Ponte Buggianese      | 18 | 20 | 7  | 4 | 9  | 26 | 28 | -2  |
|  | 9.   | Pescia                | 17 | 20 | 7  | 3 | 10 | 34 | 35 | -1  |
|  | 10.  | Santa Croce sull'Arno | 16 | 20 | 6  | 4 | 10 | 27 | 33 | -6  |
|  | 11.  | Montecatini           | 12 | 20 | 2  | 8 | 10 | 28 | 50 | -22 |

Legenda:
      Ammesso alle finali regionali.
      Retrocesso in Seconda Divisione.
Regolamento:
Due punti a vittoria, uno a pareggio, zero a sconfitta.
Pari merito in caso di pari punti.
Note:
San Miniato ha scontato 1 punto di penalizzazione in classifica per una rinuncia.
Montecatini, Santa Croce e Fucecchiese ammessi d'ufficio in Serie C 1946-1947 dalla FIGC.
C'è discrepanza fra il totale delle reti fatte (354) e subite (351).

### Girone D

#### Squadre partecipanti
| Club                  | Città (provincia)                   | Stagione precedente |
| --------------------- | ----------------------------------- | ------------------- |
| A.C. Audace Ponsacco  | Ponsacco (PI)                       |                     |
| S.S. Castelfiorentino | Castelfiorentino (FI)               |                     |
| A.S. Certaldo         | Certaldo (FI)                       |                     |
| A.C. Colligiana       | Colle di Val d'Elsa (SI)            |                     |
| U.S. Poggibonsi       | Poggibonsi (SI)                     |                     |
| U.S. San Frediano     | Cascina-San Frediano a Settimo (PI) |                     |
| S.S. Scintilla        | Pisa-Riglione                       |                     |
| U.S. Libertas         | Tavarnelle Val di Pesa (FI)         |                     |
| G.S. Tettora          | Cascina (PI)                        |                     |
| S.S. Urbino Taccola   | Uliveto Terme (PI)                  |                     |
| A.C. Volterrana       | Volterra (PI)                       |                     |

#### Classifica finale
|  | Pos. | Squadra    | Pt | G  | V | N | P | GF | GS | DR |
|  | ---- | ---------- | -- | -- | - | - | - | -- | -- | -- |
|  | 1.   | Poggibonsi | ?? | 20 |   |   |   |    |    |    |
|  | 2.   | Ponsacco   | ?? | 20 |   |   |   |    |    |    |
|  | 3.   | ???        | ?? | 20 |   |   |   |    |    |    |
|  | 4.   | Tettora    | ?? | 20 |   |   |   |    |    |    |
|  | 5.   | Volterrana | 22 | 20 | 9 | 4 | 7 | 33 | 41 | -8 |
|  | 6.   | ???        | ?? | 20 |   |   |   |    |    |    |
|  | 7.   | ???        | ?? | 20 |   |   |   |    |    |    |
|  | 8.   | ???        | ?? | 20 |   |   |   |    |    |    |
|  | 9.   | ???        | ?? | 20 |   |   |   |    |    |    |
|  | 10.  | Colligiana | ?? | 20 |   |   |   |    |    |    |
|  | 11.  | ???        | ?? | 20 |   |   |   |    |    |    |

Legenda:
      Ammesso alle finali regionali.
      Retrocesso in Seconda Divisione.
Regolamento:
Due punti a vittoria, uno a pareggio, zero a sconfitta.
Pari merito in caso di pari punti.
Note:
Audace Ponsacco ammesso in Serie C 1946-1947 dalla FIGC.
Tettora di Càscina ammesso a tavolino in Serie C 1946-1947 dalla Federcalcio.
Colligiana ammessa a tavolino in Serie C 1946-1947 su ricorso al Consiglio federale.

### Girone E

#### Squadre partecipanti
| Club           | Città (provincia) | Stagione precedente |
| -------------- | ----------------- | ------------------- |
| A.C. Aglianese | Agliana (PT)      |                     |
| ?              | ?                 |                     |
| ?              | ?                 |                     |
| ?              | ?                 |                     |
| ?              | ?                 |                     |
| ?              | ?                 |                     |
| ?              | ?                 |                     |
| ?              | ?                 |                     |
| ?              | ?                 |                     |
| ?              | ?                 |                     |
| ?              | ?                 |                     |

#### Classifica finale
|  | Pos. | Squadra   | Pt | G  | V | N | P | GF | GS | DR |
|  | ---- | --------- | -- | -- | - | - | - | -- | -- | -- |
|  | 1.   | Aglianese | ?? | 20 |   |   |   |    |    |    |
|  | 2.   | ???       | ?? | 20 |   |   |   |    |    |    |
|  | 3.   | ???       | ?? | 20 |   |   |   |    |    |    |
|  | 4.   | ???       | ?? | 20 |   |   |   |    |    |    |
|  | 5.   | ???       | ?? | 20 |   |   |   |    |    |    |
|  | 6.   | ???       | ?? | 20 |   |   |   |    |    |    |
|  | 7.   | ???       | ?? | 20 |   |   |   |    |    |    |
|  | 8.   | ???       | ?? | 20 |   |   |   |    |    |    |
|  | 9.   | ???       | ?? | 20 |   |   |   |    |    |    |
|  | 10.  | ???       | ?? | 20 |   |   |   |    |    |    |
|  | 11.  | ???       | ?? | 20 |   |   |   |    |    |    |

Legenda:
      Ammesso alle finali regionali.
      Retrocesso in Seconda Divisione.
Regolamento:
Due punti a vittoria, uno a pareggio, zero a sconfitta.
Pari merito in caso di pari punti.

### Girone F

#### Squadre partecipanti
| Club                          | Città (provincia)           | Stagione precedente |
| ----------------------------- | --------------------------- | ------------------- |
| Pol. Audace Colline           | Livorno                     |                     |
| A.S. Cecina                   | Cecina (LI)                 |                     |
| U.S. Libertas Castiglioncello | Castiglioncello (LI)        |                     |
| A.C. Massa Marittima          | Massa Marittima (GR)        |                     |
| A.S. Minatori Ribolla         | Ribolla di Roccastrada (GR) |                     |
| U.S. Piombino                 | Piombino (LI)               |                     |
| A.S. Pro Follonica            | Follonica (GR)              |                     |
| A.C. San Donato in Poggio     | Tavarnelle Val di Pesa (FI) |                     |
| G.S. Solvay                   | Rosignano Solvay (LI)       |                     |
| A.S. Virtus                   | Venturina Terme (LI)        |                     |
| U.S. Vada                     | Vada di Rosignano Marittimo |                     |

#### Classifica finale
|  | Pos. | Squadra                  | Pt      | G  | V  | N | P  | GF | GS | DR  |
|  | ---- | ------------------------ | ------- | -- | -- | - | -- | -- | -- | --- |
|  | 1.   | Cecina                   | 28      | 17 | 13 | 2 | 2  | 46 | 16 | +30 |
|  | 2.   | Rosignano Solvay         | 26      | 17 | 12 | 2 | 3  | 40 | 11 | +29 |
|  | 3.   | Virtus                   | 19      | 16 | 7  | 4 | 5  | 24 | 16 | +8  |
|  | 3.   | Massa Marittima          | 19      | 18 | 7  | 5 | 6  | 21 | 28 | -7  |
|  | 5.   | San Donato in Poggio     | 17      | 16 | 7  | 3 | 6  | 26 | 18 | +8  |
|  | 6.   | Piombino                 | 16      | 16 | 6  | 4 | 6  | 26 | 18 | +8  |
|  | 7.   | Libertas Castiglioncello | 14      | 17 | 5  | 4 | 8  | 18 | 26 | -8  |
|  | 8.   | Audace Colline           | 13      | 16 | 4  | 5 | 7  | 19 | 28 | -9  |
|  | 9.   | Pro Follonica            | 9       | 18 | 4  | 1 | 13 | 18 | 42 | -24 |
|  | 10.  | Minatori Ribolla         | 3       | 17 | 2  | 1 | 14 | 9  | 48 | -39 |
|  | --   | Vada                     | Escluso |    |    |   |    |    |    |     |

Legenda:
      Ammesso alle finali regionali.
      Retrocesso in Seconda Divisione.
      Escluso dal campionato.
Regolamento:
Due punti a vittoria, uno a pareggio, zero a sconfitta.
Pari merito in caso di pari punti.
Note:
Rosignano Solvay e Piombino ammesse d'ufficio in Serie C 1946-1947 dalla FIGC.
La classifica è incompleta, mancano i risultati di 6 incontri di recupero.

### Girone finale
Squadre partecipanti
- Massese
- Alfa Firenze
- Monsummanese
- Poggibonsi
- Aglianese
- Cecina

#### Classifica finale
|  | Pos. | Squadra    | Pt | G  | V | N | P | GF | GS | DR |
|  | ---- | ---------- | -- | -- | - | - | - | -- | -- | -- |
|  | 1.   | Massese    | 14 | 10 |   |   |   |    |    |    |
|  | 1.   | Aglianese  | 14 | 10 |   |   |   |    |    |    |
|  | 3.   | Poggibonsi | ?? | 10 |   |   |   |    |    |    |
|  | 4.   | ???        | ?? | 10 |   |   |   |    |    |    |
|  | 5.   | ???        | ?? | 10 |   |   |   |    |    |    |
|  | 6.   | ???        | ?? | 10 |   |   |   |    |    |    |

Legenda:
      Promosso in Serie C 1946-1947.
Regolamento:
Due punti a vittoria, uno a pareggio, zero a sconfitta.
Pari merito in caso di pari punti.
Note:
Cecina e Monsummanese ammesse d'ufficio in Serie C 1946-1947 dalla FIGC.

## Marche

### Squadre partecipanti
| Club                                  | Città (provincia) | Stagione precedente |
| ------------------------------------- | ----------------- | ------------------- |
| S.P. Alma Juventus Fano (B = riserve) | Fano (PS)         |                     |
| Barcelli                              | ?                 |                     |
| Pol. Cagliese                         | Cagli (PS)        |                     |
| U.S. Fermignanese                     | Fermignano (PS)   |                     |
| S.S. Forsempronese                    | Fossombrone (PS)  |                     |
| U.S. Pergolese                        | Pergola (PS)      |                     |
| U.S. Vigor Senigallia (B = riserve)   | Senigallia (AN)   |                     |
| S.S. Vis Pesaro (B = riserve)         | Pesaro            |                     |

#### Classifica finale
|  | Pos. | Squadra | Pt | G  | V | N | P | GF | GS | DR |
|  | ---- | ------- | -- | -- | - | - | - | -- | -- | -- |
|  | 1.   | ???     | ?? | 14 |   |   |   |    |    |    |
|  | 2.   | ???     | ?? | 14 |   |   |   |    |    |    |
|  | 3.   | ???     | ?? | 14 |   |   |   |    |    |    |
|  | 4.   | ???     | ?? | 14 |   |   |   |    |    |    |
|  | 5.   | ???     | ?? | 14 |   |   |   |    |    |    |
|  | 6.   | ???     | ?? | 14 |   |   |   |    |    |    |
|  | 7.   | ???     | ?? | 14 |   |   |   |    |    |    |
|  | 8.   | ???     | ?? | 14 |   |   |   |    |    |    |

Legenda:
      Ammesso alle finali regionali.
      Retrocesso in Seconda Divisione.
Regolamento:
Due punti a vittoria, uno a pareggio, zero a sconfitta.
Pari merito in caso di pari punti.

### Squadre partecipanti
| Club                | Città (provincia)        | Stagione precedente |
| ------------------- | ------------------------ | ------------------- |
| A.S. Biagio Nazzaro | Chiaravalle (AN)         |                     |
| Conero              | Ancona                   |                     |
| S.S. Falconarese    | Falconara Marittima (AN) |                     |
| Graciotti           | Osimo (AN)               |                     |
| Italia Libera       | Ancona                   |                     |
| A.S. Jesina         | Jesi (AN)                |                     |
| U.S. Loreto         | Loreto (AN)              |                     |
| Oberdan             | Osimo (AN)               |                     |
| Pro Ancona          | Ancona                   |                     |

#### Classifica finale
|  | Pos. | Squadra         | Pt | G  | V  | N | P  | GF | GS | DR  |
|  | ---- | --------------- | -- | -- | -- | - | -- | -- | -- | --- |
|  | 1.   | Jesina          | 28 | 16 | 13 | 2 | 1  | 47 | 11 | +36 |
|  | 2.   | Oberdan         | 23 | 16 | 9  | 5 | 2  | 34 | 17 | +17 |
|  | 3.   | Biagio Nazzaro  | 22 | 16 | 11 | 0 | 5  | 37 | 17 | +20 |
|  | 4.   | Falconarese     | 19 | 16 | 8  | 3 | 5  | 22 | 21 | +1  |
|  | 5.   | Conero          | 14 | 16 | 5  | 4 | 7  | 22 | 30 | -8  |
|  | 6.   | Italia Libera   | 14 | 16 | 6  | 2 | 8  | 23 | 26 | -3  |
|  | 7.   | Loreto          | 10 | 16 | 5  | 0 | 11 | 14 | 22 | -8  |
|  | 8.   | Graciotti       | 9  | 16 | 3  | 3 | 10 | 13 | 25 | -12 |
|  | 9.   | Pro Ancona (-1) | 4  | 16 | 2  | 1 | 13 | 11 | 53 | -42 |

Legenda:
      Ammesso alle finali regionali.
      Retrocesso in Seconda Divisione.
Regolamento:
Due punti a vittoria, uno a pareggio, zero a sconfitta.
Pari merito in caso di pari punti.
Note:
Pro Ancona ha scontato 1 punto di penalizzazione in classifica per una rinuncia.

### Squadre partecipanti
| Club                  | Città (provincia)        | Stagione precedente |
| --------------------- | ------------------------ | ------------------- |
| S.S. Cartiera Miliani | Fabriano (AN)            |                     |
| Castelraimondo        | Castelraimondo (MC)      |                     |
| Excelsior             | Fabriano (AN)            |                     |
| S.S. Matelica         | Matelica (MC)            |                     |
| Pioraco               | Pioraco (MC)             |                     |
| Sanseverino           | San Severino Marche (MC) |                     |
| A.S. Serrana          | Serra San Quirico (AN)   |                     |
| U.S. Tolentino        | Tolentino (MC)           |                     |

#### Classifica finale
|  | Pos. | Squadra   | Pt | G  | V | N | P | GF | GS | DR |
|  | ---- | --------- | -- | -- | - | - | - | -- | -- | -- |
|  | 1.   | Tolentino | ?? | 14 |   |   |   |    |    |    |
|  | 2.   | ???       | ?? | 14 |   |   |   |    |    |    |
|  | 3.   | ???       | ?? | 14 |   |   |   |    |    |    |
|  | 4.   | ???       | ?? | 14 |   |   |   |    |    |    |
|  | 5.   | ???       | ?? | 14 |   |   |   |    |    |    |
|  | 6.   | ???       | ?? | 14 |   |   |   |    |    |    |
|  | 7.   | ???       | ?? | 14 |   |   |   |    |    |    |
|  | 8.   | ???       | ?? | 14 |   |   |   |    |    |    |

Legenda:
      Ammesso alle finali regionali.
      Retrocesso in Seconda Divisione.
Regolamento:
Due punti a vittoria, uno a pareggio, zero a sconfitta.
Pari merito in caso di pari punti.

### Squadre partecipanti
| Club                      | Città (provincia)      | Stagione precedente |
| ------------------------- | ---------------------- | ------------------- |
| A.S. Ascoli (B = riserve) | Ascoli Piceno          |                     |
| Dora                      | ?                      |                     |
| Esperia                   | ?                      |                     |
| Pistoia                   | ?                      |                     |
| U.S. Portocivitanovese    | Porto Civitanova (MC)  |                     |
| Potentina                 | Potenza Picena (MC)    |                     |
| S.S. Robur                | Grottammare (AP)       |                     |
| U.S. Sangiorgese          | Porto San Giorgio (AP) |                     |
| Vela Picena               | Potenza Picena (MC)    |                     |
| Pol. Victoria             | Fermo (AP)             |                     |

#### Classifica finale
|  | Pos. | Squadra           | Pt | G  | V | N | P | GF | GS | DR |
|  | ---- | ----------------- | -- | -- | - | - | - | -- | -- | -- |
|  | 1.   | ???               | ?? | 18 |   |   |   |    |    |    |
|  | 2.   | ???               | ?? | 18 |   |   |   |    |    |    |
|  | 3.   | Portocivitanovese | ?? | 18 |   |   |   |    |    |    |
|  | 4.   | ???               | ?? | 18 |   |   |   |    |    |    |
|  | 5.   | ???               | ?? | 18 |   |   |   |    |    |    |
|  | 6.   | ???               | ?? | 18 |   |   |   |    |    |    |
|  | 7.   | ???               | ?? | 18 |   |   |   |    |    |    |
|  | 8.   | ???               | ?? | 18 |   |   |   |    |    |    |
|  | 9.   | ???               | ?? | 18 |   |   |   |    |    |    |
|  | 10.  | ???               | ?? | 18 |   |   |   |    |    |    |

Legenda:
      Ammesso alle finali regionali.
      Retrocesso in Seconda Divisione.
Regolamento:
Due punti a vittoria, uno a pareggio, zero a sconfitta.
Pari merito in caso di pari punti.
Note:
Portocivitanovese reintegrata di diritto in Serie C 1946-1947 in virtù del titolo conseguito nel 1943.

### Girone finale

#### Classifica finale
|  | Pos. | Squadra   | Pt | G | V | N | P | GF | GS | DR |
|  | ---- | --------- | -- | - | - | - | - | -- | -- | -- |
|  | 1.   | Tolentino | ?? | 6 |   |   |   |    |    |    |
|  | 2.   | Jesina    | ?? | 6 |   |   |   |    |    |    |
|  | 3.   | ???       | ?? | 6 |   |   |   |    |    |    |
|  | 4.   | ???       | ?? | 6 |   |   |   |    |    |    |

Legenda:
      Promosso in Serie C 1946-1947.
      Retrocesso in Seconda Divisione.
Regolamento:
Due punti a vittoria, uno a pareggio, zero a sconfitta.
Pari merito in caso di pari punti.

## Puglia

### Girone A

#### Squadre partecipanti
| Club                       | Città (provincia)             | Stagione precedente |
| -------------------------- | ----------------------------- | ------------------- |
| U.S. Audace                | Cerignola (FG)                |                     |
| U.S. Foggia (B = riserve)  | Foggia                        |                     |
| U.S. Lucera                | Lucera (FG)                   |                     |
| A.S. Manfredonia           | Manfredonia (FG)              |                     |
| C.R.A.L. Salina Sez.Calcio | Margherita di Savoia (FG)     |                     |
| A.S. San Ferdinando        | San Ferdinando di Puglia (FG) |                     |
| U.S. San Severo            | San Severo (FG)               |                     |
| A.C. Trinitapoli           | Trinitapoli (FG)              |                     |

#### Classifica finale
|  | Pos. | Squadra          | Pt      | G  | V  | N | P  | GF | GS | DR  |
|  | ---- | ---------------- | ------- | -- | -- | - | -- | -- | -- | --- |
|  | 1.   | Lucera           | 22      | 14 | 11 | 0 | 3  | 33 | 11 | +22 |
|  | 2.   | San Ferdinando   | 19      | 14 | 9  | 1 | 4  | 30 | 18 | +12 |
|  | 3.   | Foggia B         | 13      | 13 | 5  | 3 | 5  | 22 | 20 | +2  |
|  | 3.   | San Severo (-1)  | 13      | 14 | 7  | 0 | 7  | 20 | 27 | -7  |
|  | 5.   | Trinitapoli      | 12      | 14 | 4  | 4 | 6  | 19 | 18 | +1  |
|  | 6.   | Manfredonia (-2) | 8       | 14 | 4  | 2 | 8  | 16 | 27 | -11 |
|  | 7.   | Audace           | 5       | 13 | 1  | 1 | 10 | 8  | 35 | -27 |
|  | --   | C.R.A.L. Salina  | Esclusa | 14 | 7  | 1 | 6  | 27 | 19 | +8  |

Legenda:
      Ammesso alle finali regionali.
      Retrocesso in Seconda Divisione.
Regolamento:
Due punti a vittoria, uno a pareggio, zero a sconfitta.
Pari merito in caso di pari punti.

### Girone B

#### Squadre partecipanti
| Club             | Città (provincia)     | Stagione precedente |
| ---------------- | --------------------- | ------------------- |
| S.S. Aurora      | Taranto               |                     |
| Bitetto          | Bitetto (BA)          |                     |
| U.S. Modugno     | Modugno (BA)          |                     |
| S.S. Palese      | Palo del Colle (BA)   |                     |
| Picone           | Bari                  |                     |
| Polignano        | Polignano a Mare (BA) |                     |
| U.S. Serenissima | Bitonto (BA)          |                     |
| Santo Spirito    | Santo Spirito-Bari    |                     |

#### Classifica finale
|  | Pos. | Squadra       | Pt      | G  | V  | N | P  | GF | GS | DR  |
|  | ---- | ------------- | ------- | -- | -- | - | -- | -- | -- | --- |
|  | 1.   | Serenissima   | 20      | 14 | 10 | 1 | 3  | 30 | 12 | +18 |
|  | 1.   | Aurora        | 20      | 14 | 8  | 4 | 2  | 23 | 12 | +11 |
|  | 3.   | Bitetto       | 17      | 14 | 6  | 5 | 3  | 18 | 16 | +2  |
|  | 4.   | Modugno       | 16      | 14 | 6  | 4 | 4  | 24 | 22 | +2  |
|  | 5.   | Picone        | 9       | 14 | 4  | 1 | 9  | 11 | 22 | -22 |
|  | 5.   | Palese        | 9       | 14 | 2  | 5 | 7  | 17 | 27 | -10 |
|  | 7.   | Santo Spirito | 3       | 14 | 1  | 1 | 12 | 11 | 40 | -29 |
|  | --   | Polignano     | Esclusa | 14 | 7  | 3 | 4  | 30 | 13 | +14 |

Legenda:
      Ammesso alle finali regionali.
      Retrocesso in Seconda Divisione.
Regolamento:
Due punti a vittoria, uno a pareggio, zero a sconfitta.
Pari merito in caso di pari punti.

### Girone C

#### Squadre partecipanti
| Club                   | Città (provincia)          | Stagione precedente |
| ---------------------- | -------------------------- | ------------------- |
| U.S. Audace            | Monopoli (BA)              |                     |
| U.S. Antonio Azzaretti | Carbonara-Bari             |                     |
| De Amicis              | ??                         |                     |
| U.S. Garibaldina       | Valenzano (BA)             |                     |
| U.S. Latiano           | Latiano (BR)               |                     |
| A.S. Mola              | Mola di Bari (BA)          |                     |
| San Michele            | San Michele Salentino (BR) |                     |
| U.S. Triggiano         | Triggiano (BA)             |                     |

#### Classifica finale
|  | Pos. | Squadra           | Pt      | G  | V  | N | P  | GF | GS | DR  |
|  | ---- | ----------------- | ------- | -- | -- | - | -- | -- | -- | --- |
|  | 1.   | Latiano           | 20      | 14 | 10 | 0 | 4  | 48 | 19 | +29 |
|  | 2.   | Audace Monopoli   | 19      | 14 | 8  | 3 | 3  | 31 | 15 | +16 |
|  | 3.   | Antonio Azzaretti | 19      | 14 | 8  | 3 | 3  | 18 | 13 | +5  |
|  | 4.   | Mola              | 18      | 14 | 8  | 2 | 4  | 20 | 17 | +3  |
|  | 5.   | Garibaldina (-1)  | 9       | 14 | 3  | 4 | 7  | 17 | 28 | -11 |
|  | 5.   | Triggiano (-2)    | 9       | 14 | 5  | 1 | 8  | 16 | 37 | -21 |
|  | 7.   | De Amicis         | 8       | 14 | 3  | 2 | 9  | 19 | 32 | -13 |
|  | --   | San Michele       | Esclusa | 14 | 3  | 1 | 10 | 15 | 32 | -17 |

Legenda:
      Ammesso alle finali regionali.
      Retrocesso in Seconda Divisione.
Regolamento:
Due punti a vittoria, uno a pareggio, zero a sconfitta.
Pari merito in caso di pari punti.
Note:
Audace Monopoli qualificato alle finali per la rinuncia dell'Azzaretti allo spareggio in campo neutro.

### Girone finale

#### Classifica finale
|  | Pos. | Squadra         | Pt       | G | V | N | P | GF | GS | DR |
|  | ---- | --------------- | -------- | - | - | - | - | -- | -- | -- |
|  | 1.   | Audace Monopoli | 11       | 8 | 5 | 1 | 2 | 18 | 13 | +5 |
|  | 2.   | Serenissima     | 10       | 8 | 4 | 2 | 2 | 16 | 11 | +5 |
|  | 3.   | Lucera          | 9        | 8 | 4 | 1 | 3 | 18 | 12 | +6 |
|  | 4.   | San Ferdinando  | 7        | 8 | 3 | 1 | 4 | 12 | 19 | -7 |
|  | 5.   | Latiano (-3)    | 0        | 8 | 1 | 1 | 6 | 7  | 16 | -9 |
|  | --   | Aurora Taranto  | Ritirato |   |   |   |   |    |    |    |

Legenda:
      Promosso in Serie C.
Regolamento:
Due punti a vittoria, uno a pareggio, zero a sconfitta.
Pari merito in caso di pari punti.

#### Verdetti finali
- Audace Monopoli promosso in Serie C 1946-1947.
- Lucera ammesso d'ufficio in Serie C 1946-1947 dopo ricorso.
- Marimist di Brindisi, Incedit di Foggia, San Ferdinando e Azzaretti di Carbonara[21] ammesse in Serie C 1946-1947 dalla FIGC.

## Sicilia

### Girone A

#### Squadre partecipanti
| Club                       | Città (provincia)    | Stagione precedente |
| -------------------------- | -------------------- | ------------------- |
| . . Audace Monreale        | Monreale (PA)        |                     |
| U.S. Corda Fratres         | Termini Imerese (PA) |                     |
| U.S. Leone (B = riserve)   | Palermo              |                     |
| Libertas Alcamo            | Alcamo (TP)          |                     |
| U.S. Palermo (B = riserve) | Palermo              |                     |
| A.S. Trapani               | Trapani              |                     |

#### Classifica finale
|  | Pos. | Squadra         | Pt       | G  | V | N | P | GF | GS | DR |
|  | ---- | --------------- | -------- | -- | - | - | - | -- | -- | -- |
|  | 1.   | Palermo B       | 10       | ?? |   |   |   |    |    |    |
|  | 2.   | Trapani (-1)    | 7        | ?? |   |   |   |    |    |    |
|  | 3.   | Audace Monreale | 4        | ?? |   |   |   |    |    |    |
|  | 4.   | Leone B (-3)    | 1        | ?? |   |   |   |    |    |    |
|  | --   | Libertas Alcamo | Ritirato |    |   |   |   |    |    |    |
|  | --   | Corda Fratres   | Ritirato |    |   |   |   |    |    |    |

Legenda:
      Ammesso alle finali regionali.
      Retrocesso in Seconda Divisione.
Regolamento:
Due punti a vittoria, uno a pareggio, zero a sconfitta.
Pari merito in caso di pari punti.
Note:
Trapani ha scontato 1 punto di penalizzazione in classifica per una rinuncia.
Leone B ha scontato 3 punti di penalizzazione in classifica per tre rinunce.
Trapani ammesso in Serie C 1946-1947 dalla FIGC.

### Girone B

#### Squadre partecipanti
| Club                        | Città (provincia)              | Stagione precedente |
| --------------------------- | ------------------------------ | ------------------- |
| S.S. Corda Fratres          | Messina                        |                     |
| U.S. Giostra                | Messina                        |                     |
| F.C. Igea Virtus Barcellona | Barcellona Pozzo di Gotto (ME) |                     |
| U.S. Messinese              | Messina                        |                     |
| U.S. Pattese                | Patti (ME)                     |                     |
| U.S. Rinascita Giostra      | Messina                        |                     |

#### Classifica finale
|  | Pos. | Squadra                | Pt | G  | V  | N | P | GF | GS | DR  |
|  | ---- | ---------------------- | -- | -- | -- | - | - | -- | -- | --- |
|  | 1.   | Giostra                | 20 | 10 | 10 | 0 | 0 | 34 | 10 | +24 |
|  | 2.   | Rinascita Giostra      | 12 | 10 | 6  | 0 | 4 | 23 | 16 | +7  |
|  | 3.   | Igea Virtus Barcellona | 9  | 10 | 4  | 1 | 5 | 13 | 11 | +2  |
|  | 4.   | Corda Fratres          | 9  | 10 | 4  | 1 | 5 | 15 | 14 | +1  |
|  | 5.   | Pattese (-1)           | 7  | 10 | 4  | 0 | 6 | 10 | 15 | -5  |
|  | 6.   | Messinese (-1)         | 1  | 10 | 1  | 0 | 9 | 5  | 34 | -29 |

Legenda:
      Ammesso alle finali regionali.
      Retrocesso in Seconda Divisione.
Regolamento:
Due punti a vittoria, uno a pareggio, zero a sconfitta.
Pari merito in caso di pari punti.
Note:
Messinese e Pattese hanno scontato 1 punto di penalizzazione in classifica per una rinuncia.

### Girone C

#### Squadre partecipanti
| Club               | Città (provincia) | Stagione precedente |
| ------------------ | ----------------- | ------------------- |
| U.S. Adrano        | Adrano (CT)       |                     |
| S.S. Comunale      | Siracusa          |                     |
| S.S. Ibla          | Paternò (CT)      |                     |
| S.S. La Goliardica | Carlentini (SR)   |                     |
| S.S. Leonzio       | Lentini (SR)      |                     |
| S.C. Megara        | Augusta (SR)      |                     |

#### Classifica finale
|  | Pos. | Squadra     | Pt | G  | V | N | P | GF | GS | DR |
|  | ---- | ----------- | -- | -- | - | - | - | -- | -- | -- |
|  | 1.   | Sconosciuta | ?? | 10 |   |   |   |    |    |    |
|  | 2.   | Sconosciuta | ?? | 10 |   |   |   |    |    |    |
|  | 3.   | Sconosciuta | ?? | 10 |   |   |   |    |    |    |
|  | 4.   | Sconosciuta | ?? | 10 |   |   |   |    |    |    |
|  | 5.   | Sconosciuta | ?? | 10 |   |   |   |    |    |    |
|  | 6.   | Sconosciuta | ?? | 10 |   |   |   |    |    |    |

Legenda:
      Ammesso alle finali regionali.
      Retrocesso in Seconda Divisione.
Regolamento:
Due punti a vittoria, uno a pareggio, zero a sconfitta.
Pari merito in caso di pari punti.

### Girone D

#### Squadre partecipanti
| Club                        | Città (provincia)      | Stagione precedente |
| --------------------------- | ---------------------- | ------------------- |
| Balnea                      | Canicattini Bagni (SR) |                     |
| A.S. Caltagirone            | Caltagirone (CT)       |                     |
| Junior                      | Ragusa                 |                     |
| Pachino                     | Pachino (SR)           |                     |
| A.S. Siracusa (B = riserve) | Siracusa               |                     |
| Virtus                      | Floridia (SR)          |                     |

#### Classifica finale
|  | Pos. | Squadra     | Pt | G  | V | N | P | GF | GS | DR |
|  | ---- | ----------- | -- | -- | - | - | - | -- | -- | -- |
|  | 1.   | Sconosciuta | ?? | 10 |   |   |   |    |    |    |
|  | 2.   | Sconosciuta | ?? | 10 |   |   |   |    |    |    |
|  | 3.   | Sconosciuta | ?? | 10 |   |   |   |    |    |    |
|  | 4.   | Sconosciuta | ?? | 10 |   |   |   |    |    |    |
|  | 5.   | Sconosciuta | ?? | 10 |   |   |   |    |    |    |
|  | 6.   | Sconosciuta | ?? | 10 |   |   |   |    |    |    |

Legenda:
      Ammesso alle finali regionali.
      Retrocesso in Seconda Divisione.
Regolamento:
Due punti a vittoria, uno a pareggio, zero a sconfitta.
Pari merito in caso di pari punti.

### Finali regionali
- Giostra promossa in Serie C 1946-1947 dopo spareggio contro il Palermo B.
  - Promosse anche Comunale Siracusa ed il Marsala[23] furono ripescate in Serie C 1946-1947 dalla FIGC.

### Giornali
- Archivio della Gazzetta dello Sport, anni 1945 e 1946, consultabile presso le Biblioteche:
  - Biblioteca Nazionale Braidense di Milano,
  - Biblioteca Nazionale Centrale di Firenze,
  - Biblioteca Nazionale Centrale di Roma,
  - Biblioteca Civica Berio di Genova,
  - e presso Emeroteca del C.O.N.I. di Roma (non è online ma è da consultare in sede).
- Il Corriere dello Sport, anni 1945 e 1946 sul Sito dell'Emeroteca del C.O.N.I. di Roma e consultato presso la sala microfilm della Biblioteca Nazionale Centrale di Firenze.
- Tuttosport, anni 1945 e 1946 quotidiano sportivo di Torino, consultato presso la sala microfilm della Biblioteca Nazionale Centrale di Firenze.
- Mantova Libera, anni 1945 e 1946, consultabile online.
- Gazzetta di Mondovì, 13 luglio 1946, p. 2, consultabile online.
- Il Telegrafo, di Livorno, anni 1945 e 1946, consultabile online.
- Dolomiten, anni 1945 e 1946, consultabile su Biblioteca provinciale Dr. Friedrich Tessmann.
- Giornale Alleato, di Trieste, anni 1945 e 1946, consultabile online.
- Monte Marona, di Verbania, anni 1945 e 1946, consultabile online.
- Il Giornale del Popolo, di Bergamo, anni 1945 e 1946, consultabile online.
- La Brianza, di Monza, anni 1945 e 1946, consultabile online.
- La Provincia Pavese, di Pavia, anno 1945, consultabile online.
- Libertà, di Udine, anni 1945 e 1946, consultabile online.

### Libri
- Enzo Tipaldi, 50 anni di storia del Verbania Calcio 1945-1995 Da Galimberti a Pedretti, 1ª ed., giugno 1999.
- C. Caviglia, R.Grillo, M.Oniceto, Una Passione, una squadra, una città - Storia dell'Unione Sportiva Cairese, I.E.E. Editoriale Europea.
- Nanni De Marco, Storia del Vado F.B.C. 1913, Marco Sabatelli Editore.
- Elso Simone Serpentini, Storia del calcio teramano (1913-1983), Edizioni Radio Teramo In..
- Corrado Delunas, Carlo Fontanelli, Torres ti amo - 100 anni di calcio a Sassari, Geo Edizioni Srl.
- Enrico Micheletti, Gioco del calcio all'ombra della Rocca.
- Paolo Ferrini, Volterrana che passione, Mariposa Editrice Srl.
- Sandra Poli, Carlo Fontanelli, Iano Caporali, Una storia blu-amaranto 1908-2008 100 anni di calcio a Massa Marittima, Geo Edizioni Srl.
- C. Fontanelli, M. Grilli, 80 anni da Leoncelli - 1927/2007 Il calcio a Jesi, Empoli, Geo Edizioni Srl.
- Pietro Ferrandino, Storia degli Sports Isolani, I, Ischia, Editoriale Ischia, 1990. ISBN non esistente.
- Bruno Monticone, Sergio Sgricchia, Sanremo Biancoazzurra - Il romanzo della Sanremese, Ed. Art & Stampa.
- Gianluigi Raffo, Carlo Fontanelli, L'Unione che Forza! - 90 Anni con L'U.S. Lavagnese, Empoli, Geo Edizioni Srl.
- Pietro Serina, La Sebinia - Un secolo della nostra storia, Bergamo, Stilgraf.